# Vuelta a España
La Vuelta Ciclista a España, también conocida como la Vuelta a España o simplemente La Vuelta, es una carrera por etapas profesional de ciclismo en ruta masculino disputada a lo largo de la geografía española, entre finales de agosto y mediados de septiembre. Es una de las tres Grandes Vueltas y pertenece al calendario UCI WorldTour.
La Vuelta se disputó por primera vez en 1935. Desde su creación, la carrera ha sido suspendida en cuatro ocasiones: desde 1937 hasta 1940 debido a la guerra civil española, desde 1943 hasta 1944 debido a la Segunda Guerra Mundial y en 1949 y desde 1951 hasta 1954 por la mala situación económica de España.
Roberto Heras (2000, 2003, 2004 y 2005) y Primož Roglič (2019, 2020, 2021 y 2024) son los corredores más laureados de la carrera con cuatro triunfos cada uno.

## Historia

### Primeras carreras nacionales (1932-1936)
Las primeras carreras que se corrieron a nivel nacional, en tiempos de la Segunda República (1931-1936), fueron promovidas por los fabricantes de bicicletas de Éibar. Así pues, entre 1932 y 1936 se disputó el denominado Gran Premio República, con el recorrido Éibar-Madrid-Éibar. Era esta una carrera de un solo día en las ediciones de 1932 a 1934 y con cuatro etapas en las de 1935 y 1936, en que competían mayormente corredores españoles —entre ellos los hermanos Luciano y Ricardo Montero (ganadores, respectivamente, en 1932 y 1934 y en 1933), Salvador Cardona (vencedor en 1935) y Julián Berrendero (en 1936)— además de algunos franceses.

### Los inicios de la Vuelta a España (1935-1936)

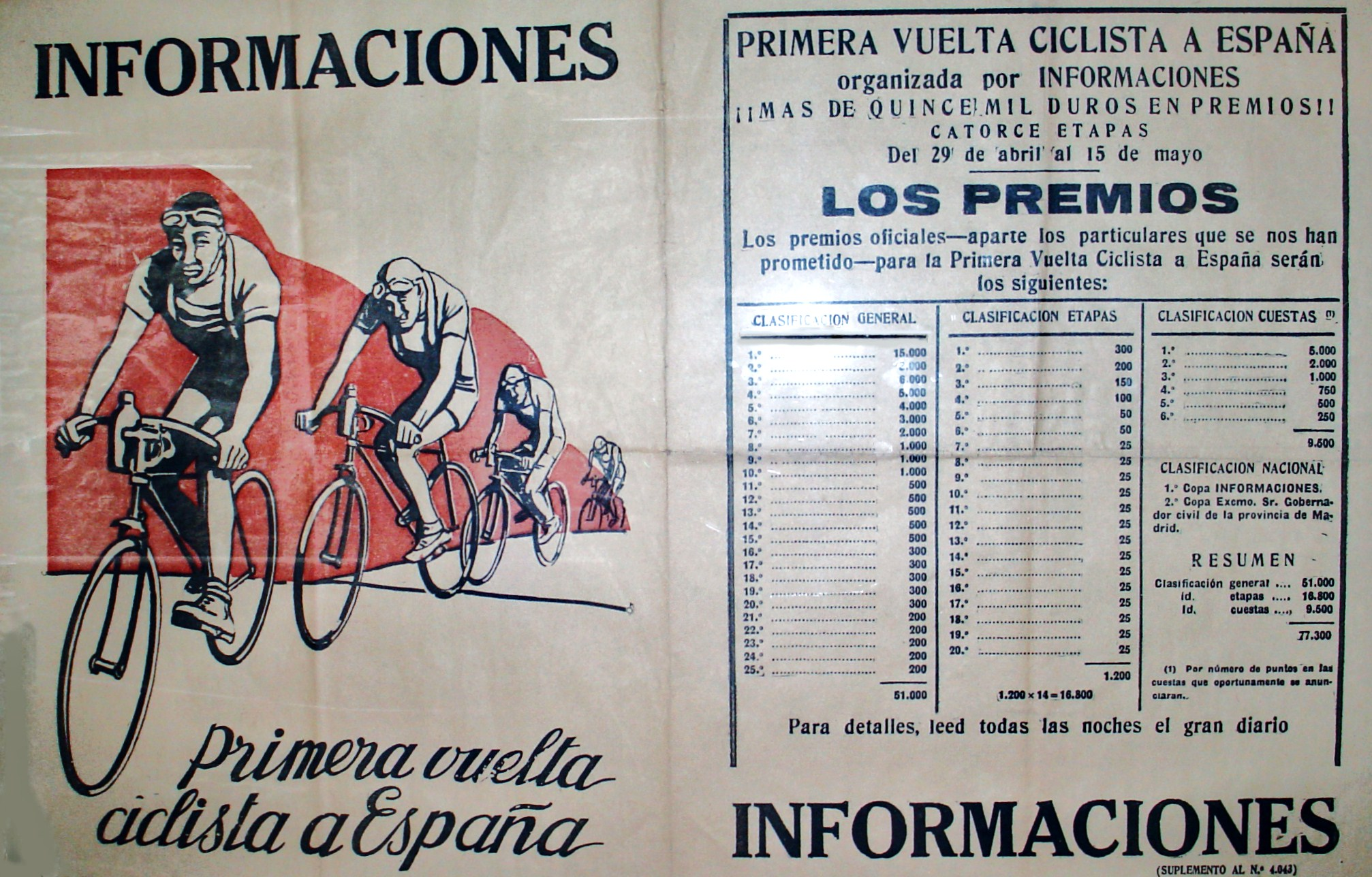
Hoja promocional de la primera edición de la Vuelta, del diario Informaciones. Museu de Joguet de Verdú, Lérida.

A comienzos de 1935, el exciclista y periodista Clemente López Dóriga, en colaboración con Juan Pujol, director del diario Informaciones, organizó la primera edición de la Vuelta ciclista a España, del 29 de abril al 15 de mayo, con un recorrido de 14 etapas y 3431 km en total. La primera etapa se disputó entre Madrid y Valladolid. Aquel año se vivió el primer gran duelo de la historia de la Vuelta entre el belga Gustaaf Deloor, a la postre vencedor, y el español Mariano Cañardo, subcampeón. La II edición de la Vuelta, celebrada en mayo de 1936, significó la revalidación del título de Deloor, que mantuvo el liderato desde la segunda etapa hasta el último día. El primer español, cuarto clasificado en la general, fue Julián Berrendero.
Estas dos primeras ediciones supusieron asimismo cierta internacionalización de las pruebas españolas, con la participación por equipos nacionales de corredores italianos (Edoardo Molinar, Paolo Bianchi, Luigi Barral, los hermanos Angel y Antonio Bertola) y belgas (Antoine Dignef, François Adam, Joseph Huts, Alphonse Schepers o el propio Gustaaf Deloor y su hermano Alfons), estos últimos los vencedores de la clasificación por equipos en ambas ocasiones; así como la concurrencia esporádica de ciclistas franceses (Fernand Fayolle), neerlandeses (Marinus Valentijn, Gerrit van de Ruit), suizos (Walter Blattmann, Leo Amberg, Karl Thallinger) o austriacos (Max Bulla).
Tras estas dos primeras ediciones, no obstante, la ronda española sufrió un parón a causa del golpe de Estado de julio de 1936 y de la guerra civil española.

### La difícil reanudación de la Vuelta (1941-1955)
La prueba se reanudó en 1941, con una participación casi totalmente española y escasa representación extranjera (apenas cuatro corredores suizos de veintiocho en total). Aquel año tuvo lugar la disputa de la primera etapa contrarreloj de la Vuelta. Julián Berrendero se proclamó vencedor de la ronda española, título que revalidó un año después, además de convertirse en rey de la montaña. Sin embargo, a causa de la Segunda Guerra Mundial y la precaria situación económica del país, en 1943 y 1944 volvió a producirse otro parón en la disputa de la Vuelta ciclista.
En 1945 el diario Ya se hizo cargo de la organización y volvió a disputarse la competición, aunque de nuevo con una pobre participación extranjera. En esta ocasión fue Delio Rodríguez quien se hizo con la victoria final. Aquel año también se instauró por primera vez la clasificación por puntos, aunque no fue estable hasta 1955. Se disputaron cuatro ediciones más hasta 1950, año en que el diario Ya renunció a organizar definitivamente la Vuelta a España.
Hasta 1955 no se volvió a celebrar la ronda española y a partir de ese año se hizo cargo de ella el diario El Correo Español/El Pueblo Vasco, de la mano, entre otros, del empresario Luis Bergareche. Desde entonces la Vuelta a España se ha disputado anualmente. Además, pasó a celebrarse de manera estable entre los meses de abril y mayo, mientras que anteriormente su celebración había oscilado entre los meses de abril-mayo, junio-julio y agosto-septiembre. El número de etapas, aunque fue reducido frente a las 23 de 1946 o las 24 de 1947, siguió fluctuando entre 15 y 17 (algunas de ellas de formato doble). Otra variación fue el número de participantes, hasta entonces muy bajo, que se vio duplicado —con un pelotón de entre cien y noventa corredores—, así como una asistencia mayor de grandes figuras extranjeras y nacionales, como el francés Jean Dotto, el belga Rik van Steenbergen o los españoles Jesús Loroño y Federico Martín Bahamontes.

### El crecimiento hacia una gran vuelta internacional (1955-1970)
El prestigio de la Vuelta fue creciendo y, cada vez más, se contaba con la presencia de estrellas ciclistas del panorama internacional. Durante estas primeras ediciones de los años 1950 se produjeron los primeros triunfos en la clasificación general de ciclistas italianos y franceses, con las victorias de Jean Dotto (1955), Angelo Conterno (1956) y Jean Stablinski (1958), además de los españoles Jesús Loroño (1957) —quien había quedado subcampeón en 1956 por tan solo 13 segundos— y Antonio Suárez (1959). En los años 1960 lo hicieron también ciclistas alemanes —Rudi Altig en 1962 y Rolf Wolfshohl en 1965— y neerlandeses —Jan Janssen en 1967—, así como el belga Frans De Mulder (1960).
Por aquel entonces participaron grandes nombres del ciclismo internacional, en cuanto vencedores o candidatos a la victoria en la clasificación del Tour de Francia o el Giro de Italia, como los franceses Jacques Anquetil (ganador de la Vuelta en 1963), Raymond Poulidor (1964) y Roger Pingeon (1969), el italiano Felice Gimondi (1968), el ya mencionado Jans Janssen (1967), el clasicómano belga Rik van Looy o el español Luis Ocaña (1970). Con su victoria en 1963, Anquetil se erigió como el primer ciclista que ganaba las tres Grandes Vueltas, hito que Gimondi repetiría cinco años más tarde, con su triunfo en la Vuelta de 1968.
Durante los años 50 y 60 se fijó el total de etapas en 18, con un número variable de ellas de formato doble. Esto volvería a cambiar en la década de 1970, con entre 17 y 19 etapas más un prólogo desde la edición de 1970. Rik van Looy se convirtió en el primer ciclista en repetir triunfo en la clasificación por puntos en 1965 (con 8 etapas en su palmarés), tras haberla conquistado en 1959 (4 etapas). Lo mismo haría Jan Janssen en 1967 y 1968 (con 1 y 2 etapas respectivamente), así como luego Domingo Perurena en 1972 y 1974 (con 2 triunfos de etapa en ambas ocasiones).
Tras las victorias en la clasificación de la montaña por Federico Bahamontes en 1957 y 1958, Antonio Karmany tomó el relevo durante tres años consecutivos (de 1960 a 1962), como luego haría Julio Jiménez entre 1963 y 1965. Tanto Karmany como Jiménez, junto con los campeones de la Vuelta Angelino Soler (1961) y Patxi Gabica (1966), formaban parte del equipo Kas. Nacido en 1958, con él se inició la andadura de una de las principales formaciones ciclistas españolas (hasta su desaparición en 1979), que ganó la clasificación por equipos en hasta diez ocasiones (1964, 1966-1968, 1972, 1974-1976 y 1978-1979), la clasificación general en otras cuatro (Gabica en 1966, José Manuel Fuente en 1972 y 1974, José Pesarrodona en 1976) y 58 victorias de etapa, además de los triunfos colectivos e individuales en otras grandes vueltas y carreras.
A mediados de los años 60, el organizador de la Vuelta, El Correo Español/El Pueblo Vasco, pasó por algunos apuros económicos que pusieron en peligro la disputa de la competición. Sin embargo, terminaron disputándose todas las ediciones de forma normal. En 1968 la Vuelta se vio afectada por un atentado terrorista y otras manifestaciones y se tuvo que anular la decimoquinta etapa. Por fortuna no hubo que lamentar víctimas.

### La consolidación y profesionalización (1970-1979)
En la línea de la década anterior, los años 70 comenzaron con el triunfo de Luis Ocaña, que ya estaba consolidado en el pelotón internacional como una de las grandes figuras del ciclismo, y al que se unirían otros corredores de renombre como Eddy Merckx (vencedor en 1973), Freddy Maertens (1977), Bernard Hinault (1978) y Joop Zoetemelk (1979). De este modo, la Vuelta se convirtió por fin en escaparate —aunque por detrás del Giro y del Tour— para los principales corredores del momento.
En 1973 Eddy Merckx participaría por primera y única vez en la Vuelta a España. El corredor belga acudía con credenciales inmejorables, entre las que se encontraban cuatro victorias en la clasificación general del Tour de Francia (1969-1972), tres en la del Giro de Italia (1968, 1970 y 1972) más dos mundiales en ruta (1967 y 1971). No obstante, en la línea de salida también se encontraban corredores de la talla del antiguo vencedor Luis Ocaña o de Bernard Thévenet, contra quienes había competido en las otras grandes vueltas. Aun así, Merckx consiguió vencer de una forma arrolladora: ganó seis etapas y todas las clasificaciones individuales con excepción de la montaña, en la que terminó segundo. Se convirtió de este modo, junto a Anquetil y Gimondi, en el tercer corredor en ganar las tres grandes vueltas, además de conquistar el Giro de Italia de ese año. Con el paso del tiempo, la edición de 1973 fue la única ocasión en toda la historia de la Vuelta en que hubo tres ganadores del Tour de Francia en el podio: Eddy Merckx, Luis Ocaña y Bernard Thévenet, quienes conquistarían la ronda gala de manera posterior (Ocaña en ese mismo 1973, Thévenet en 1975 y 1977).
Un dominio similar al de Merckx demostraría su compatriota Freddy Maertens en 1977. Corredor de perfil clasicómano y cazador de etapas, Maertens había destacado por sus actuaciones en el Mundial en Ruta (con un subcampeonato en 1973 —su primera temporada como profesional— y la victoria en 1976), en el Tour de Francia (8 victorias de etapa y la clasificación de la regularidad en 1976) y en las clásicas de Flandes y las Ardenas. Tras ganar el prólogo, Maertens venció en otras doce etapas y el resto de clasificaciones individuales, exceptuando la de la montaña, y cosechó así la que sería su única gran vuelta (que redondearía con otras siete etapas en el Giro de Italia).
En el palmarés de la Vuelta a España, José Manuel Fuente, con sus triunfos en 1972 y 1974, se convirtió en el tercer ciclista que lograba ganar dos veces la clasificación general (tras Gustaaf Deloor en 1935-1936 y Julián Berrendero en 1941-1942). Unos años más tarde, Bernard Hinault repitió la hazaña al vencer en las ediciones de 1978 y 1983 (algo que también lograría Pedro Delgado en 1985 y 1989). Por otro lado, Andrés Oliva consiguió ganar la clasificación de la montaña también en tres ediciones de la Vuelta (1975, 1976 y 1978), con lo que igualó el récord de Antonio Karmany y Julio Jiménez.
En la edición de 1978, el ciclismo internacional vio asimismo nacer la estrella de Bernard Hinault. En tan solo su tercera temporada como profesional, sin haber participado aún en ninguna gran vuelta, Hinault conquistó con autoridad la clasificación general por delante del vencedor en 1976 José Pesarrodona, además de cinco etapas y la clasificación de las metas volantes. A ello uniría ese mismo año su primer Tour de Francia, también en su primera asistencia. En aquella edición de la Vuelta hubo que suspender la última etapa, por causa de revueltas y barricadas que impidieron su transcurso normal.[cita requerida]
En cuanto a las formaciones ciclistas, el equipo Kas innovó entonces en el ciclismo moderno con su forma de correr.[cita requerida] Ciclistas como Domingo Perurena, Miguel María Lasa, Vicente López Carril, José Pérez Francés, José Pesarrodona y muchos otros alegraron con sus amarillos y azules la carrera. El Super Ser fue otro equipo español de aquella época, liderado por los vencedores Ocaña y Agustín Tamames (1975).

### La eclosión mediática de la Vuelta (1979-1992)
En 1979 El Correo Español/El Pueblo Vasco dejó de patrocinar la ronda española, que corrió una vez más peligro de desaparición. Sin embargo, la empresa Unipublic (que sigue organizando las distintas ediciones de la Vuelta en la actualidad), con el apoyo de la ciudad de Jerez de la Frontera, se hizo cargo de la competición. Este hecho, unido a un aumento de la publicidad y a las retransmisiones por televisión, hicieron aumentar aún más el nivel de la Vuelta.
Esta fue la época de mayor popularidad de la Vuelta a España. A principios de los años 1980 destacaron dos nombres en las clasificaciones suplementarias: el escalador José Luis Laguía, que batiría el récord al imponerse cinco veces en la clasificación de la montaña (1981-1983 y 1985-1986), y el irlandés Sean Kelly, ciclista todoterreno que venció en cuatro ocasiones en la clasificación por puntos (1982-1983, 1985 y 1986), además de en la general en 1988. Fue a partir de la edición de 1986 que el número de etapas se estabilizaría en torno a las 20-21, además de un prólogo.
Con la profesionalización del ciclismo, además de innovaciones técnicas y tácticas, llegaron los controles en materia de rendimiento deportivo y, con ellos, también las polémicas asociadas al dopaje. En 1982 se produjo el primer caso de desposesión del título por dopaje. Dos días después del término de la competición, se publicó que el primer clasificado Ángel Arroyo —junto con Pedro Muñoz, Vicente Belda y Alberto Fernández— había dado positivo en la antepenúltima etapa por metilfenidato . Según la normativa vigente de la Unión Ciclista Internacional, Arroyo fue descalificado y penalizado con diez minutos adicionales, por lo que descendió a la decimotercera posición y perdió su victoria en favor de Marino Lejarreta, quien había finalizado segundo. A pesar de la solicitud del contraanálisis, Arroyo volvió a dar positivo y se mantuvo la decisión.
La edición del año siguiente supuso la primera aparición de los Lagos de Covadonga como final de etapa, una ascensión que se convertiría, con el paso de los años, en la subida más emblemática de la Vuelta a España. A ella debió escalar el pelotón en la decimotercera etapa, con Marino Lejarreta como ganador. Aunque vencería en la clasificación por puntos, Lejarreta finalizó segundo por detrás de Bernard Hinault, quien se consagró con su segundo triunfo en la clasificación general (cinco años después de su primera Vuelta a España y tras haber conquistado tres ediciones del Tour de Francia, dos del Giro de Italia y un Mundial en Ruta).
En 1984 se disputó la edición que terminó con la diferencia más pequeña entre el primer y el segundo clasificado (hasta entonces marcada por los 13 segundos que habían separado al vencedor Angelo Conterno de Jesús Loroño en 1957). El joven ciclista francés Éric Caritoux, un completo desconocido en su tercera temporada como profesional, logró adjudicarse la Vuelta con tan solo seis segundos de ventaja sobre Alberto Fernández, segundo clasificado. Desgraciadamente, Fernández moriría en diciembre de ese mismo año en un accidente de tráfico; en su honor, la organización de la Vuelta decidió bautizar a partir de la siguiente edición a la cima de la carrera como la «Cima Alberto Fernández».
Por otro lado, a partir de 1985 y hasta inicios de la década de 1990, se observó un auge del ciclismo colombiano en la Vuelta a España, que presentó un fuerte dominio sobre todo en las etapas de montaña. Nombres como Francisco Rodríguez (tercero en 1985) u Óscar de Jesús Vargas (tercero y líder de la montaña en 1989) empezaron a tomar fuerza, máxime tras la creación, como equipos profesionales, de Café de Colombia (1985-1990) y Postobón (1986-1996). En ellos corrieron los líderes del ciclismo colombiano Lucho Herrera, vencedor de la carrera, de la clasificación de la montaña y de una etapa en 1987; y Fabio Parra, segundo en 1989, vencedor de la clasificación de novatos en el 85, quinto en otras cuatro ocasiones y ganador de dos etapas.
A pesar del destacado papel de los ciclistas colombianos, entre 1985 y 1991 la Vuelta a España volvió a estar dominada por los corredores españoles, que vencieron en cuatro de las siete ediciones: Álvaro Pino en 1986, Melcior Mauri en 1991 y Pedro Perico Delgado en 1985 y 1989. Perico fue uno de los hombres de la general más regulares de esta época, pues logró además un segundo puesto en 1990 y rozó el podio con un cuarto lugar tanto en 1984 como en 1987 (junto a los dos terceros de 1992 y 1994). A ella acudiría también el mayor valor del ciclismo español, Miguel Induráin, quien en sus siete participaciones entre 1985 y 1991, con todo, no logró mejorar el segundo puesto de 1991, en su primera vez como líder de equipo.
Durante este período, hasta 1992, hubo asimismo grandes gregarios y corredores para el recuerdo que, si bien no conquistaron la clasificación general o alguna de las complementarias, pelearon por el podio o la victoria de etapa, como Federico Etxabe (2 etapas y clasificación combinada en 1990 y 1991), Iñaki Gastón (3 etapas), Julián Gorospe (2 etapas), Vicente Belda (tercero en 1981 y 2 etapas), Alberto Fernández (tercero en 1983, segundo en 1984 y 1 etapa), Reimund Dietzen (tercero en 1984, segundo en 1987-1988 y 3 etapas), Jesús Blanco Villar (3 etapas), José Recio (2 etapas), Eduardo Chozas y Enrique Aja (1 etapa). Entre los equipos que corrían por las carreteras españolas se encontraban el Teka (ganador de la clasificación por equipos en 1977 y 1984), el Dormilón (con el que vencería en 1990 Marco Giovannetti), el Huesitos, el Reynolds (que conquistó la general con Pedro Delgado en 1989), el Zor y su sucesor desde 1987 el BH (con dos triunfos en la general por Faustino Rupérez en 1980 y por Álvaro Pino en 1986) o el Orbea (con el que Pedro Delgado consiguió su victoria de 1985).

### Inicio y fin del dominio suizo: Tony Rominger y Alex Zülle (1992-1998)
Durante los años 90, la Vuelta contó con el potencial de dos de los mejores equipos españoles que ha habido: la ONCE y el Banesto, de cuyos planteles integraban destacados corredores nacionales e internacionales. La primera mitad de la década, sin embargo, estuvo marcada por el dominio del Mapei y su líder: el suizo Tony Rominger.
Rominger fue el primer ciclista que consiguió ganar tres veces la carrera, además, de forma consecutiva, entre 1992 y 1994. En el año 93 ganó asimismo todas las clasificaciones individuales principales (general, montaña y por puntos), junto con tres etapas. Su hegemonía estuvo contestada por Jesús Montoya (Amaya Seguros) y el ya vencedor Pedro Delgado (Banesto) en 1992, o en 1993 por su compatriota Alex Zülle (ONCE), quien finalizó a escasos 29 segundos de él; pero ninguno pudo con Rominger, que ganaría su tercera Vuelta a España en 1994 con más de 7 minutos de diferencia respecto del segundo clasificado, Mikel Zarrabeitia (Banesto).
En 1995, la edición quincuagésima de la Vuelta, se presentó con dos novedades. Por un lado, frente al tradicional calendario de abril-mayo, la competición pasó a disputarse en septiembre, cerca ya del final de temporada. Por otro lado, Rominger declinó participar con el doble objetivo del Giro de Italia —que ganaría— y el Tour de Francia —donde terminó octavo, con una discreta participación—. En su lugar acudiría como líder de filas Abraham Olano, con su segunda participación en la Vuelta. Olano, sin embargo, finalizó segundo por detrás de Laurent Jalabert, quien, con la ausencia del vigente tricampeón, logró igualar su récord al vencer en todas las clasificaciones (más 5 etapas). Más aún, el francés sería vencedor de la clasificación por puntos en las próximas tres ocasiones, de 1995 a 1997, de modo que también igualó el récord de cuatro veces conseguido por Sean Kelly en los años 80.
Pese al regreso de Rominger para la edición de 1996, así como el esperada regreso de Miguel Induráin (pentacampeón del Tour y bicampeón del Giro), los dos años siguientes estarían dominados por otro suizo, Alex Zülle, que todavía posee el récord de haberse enfundado más maillots amarillos hasta la fecha (48). Zülle controló con relativa comodidad la Vuelta de 1996, tras enfundarse el maillot en la décima etapa (una contrarreloj que ganó Rominger), a lo que contribuyó el mal desempeño de Induráin, quien se retiró en la decimotercera etapa, con final en los Lagos de Covadonga, y finalizó su carrera. Ese año vio asimismo como solo un corredor español entraba entre los diez mejores clasificados, con Fernando Escartín en décimo lugar, y sin ninguna victoria de etapa.
En 1997 la Vuelta comenzó por primera vez en un país extranjero; lo hizo en Lisboa, con motivo de la Expo '98. A ella acudieron de nuevo Zülle, el principal favorito, seguido de Rominger (entonces en el equipo Cofidis), Claudio Chiappucci (Asics), Pável Tonkov (Mapei), Gianni Bugno (Mapei), Laurent Dufaux (Festina) o Abraham Olano, así como los antiguos vencedores Melcior Mauri y Laurent Jalabert. Sin embargo, de modo similar a la edición previa, tras la contrarreloj de la novena etapa (con victoria de Melcior Mauri) Zülle tomó el liderazgo con una distancia que mantendría hasta el final y que incluso reforzaría ganando la crono de la penúltima etapa. Rominger, quien ya había abandonado en el Tour de Francia, terminó trigesimoctavo y puso fin a su carrera ese mismo año. Jalabert conquistó su cuarta y última clasificación de la regularidad, mientras que la de la montaña fue para José María Jiménez. Otros pesos pesados tuvieron que conformarse con la victoria de etapa, como Tonkov, quien pese a su abandono venció en dos.
La Vuelta a España de 1998 parecía estar destinada a superar varios de sus hitos. Tras su abandono en el Tour de Francia, Alex Zülle regresaba con intención de igualar el récord del tricampeonato consecutivo de Rominger. También Jalabert, cuarto en el Giro de Italia, buscaba al menos desempatar con Sean Kelly. No obstante, la edición de 1998 recuperó la preeminencia de ciclistas españoles: Abraham Olano ganó la clasificación general (más una etapa), seguido en el podio de Fernando Escartín y José María Jiménez, quien obtuvo además cuatro etapas y la clasificación de la montaña por tercera vez. Aquel año se dio a conocer un joven Lance Armstrong, quien en su primera y única participación finalizó en el cuarto puesto (un resultado luego eliminado por dopaje). Zülle, octavo en la general, aún lograría una victoria de etapa; mientras que Jalabert, tras vestir el maillot amarillo en la tercera etapa, debió conformarse con el quinto lugar en la general (cuarto por la descalificación de Armstrong) y el segundo puesto tanto en la clasificación por puntos como en la de la montaña.

### El jersey oro y el récord de Roberto Heras (1999-2009)
A partir de 1999 se introdujo el jersey oro para identificar al líder de la clasificación general. Asimismo, la ascensión al Alto de l'Angliru formó parte de una etapa por primera vez y, a la postre, determinó la carrera. La fama del puerto creció rápidamente a causa de su dureza y la espectacularidad de la subida. Por un lado, esta novena etapa terminó con el triunfo de José María Jiménez, finalmente cuatro veces ganador de la clasificación de la montaña. Pero, durante un descenso, el hasta entonces líder Abraham Olano sufrió una caída que, con una fisura en las costillas, lo obligó a abandonar. El vueltómano alemán Jan Ullrich (dos veces subcampeón del Tour en 1996 y 1998 y ganador en 1997) aprovechó el cambio de liderazgo, que mantendría hasta la última etapa, para convertirse en el primer ganador del jersey oro. Zülle, si bien acudía como subcampeón de la ronda gala (vacante por descalificación de Armstrong), se hundiría en el trigesimoséptimo puesto, ya en los últimos años de su carrera.

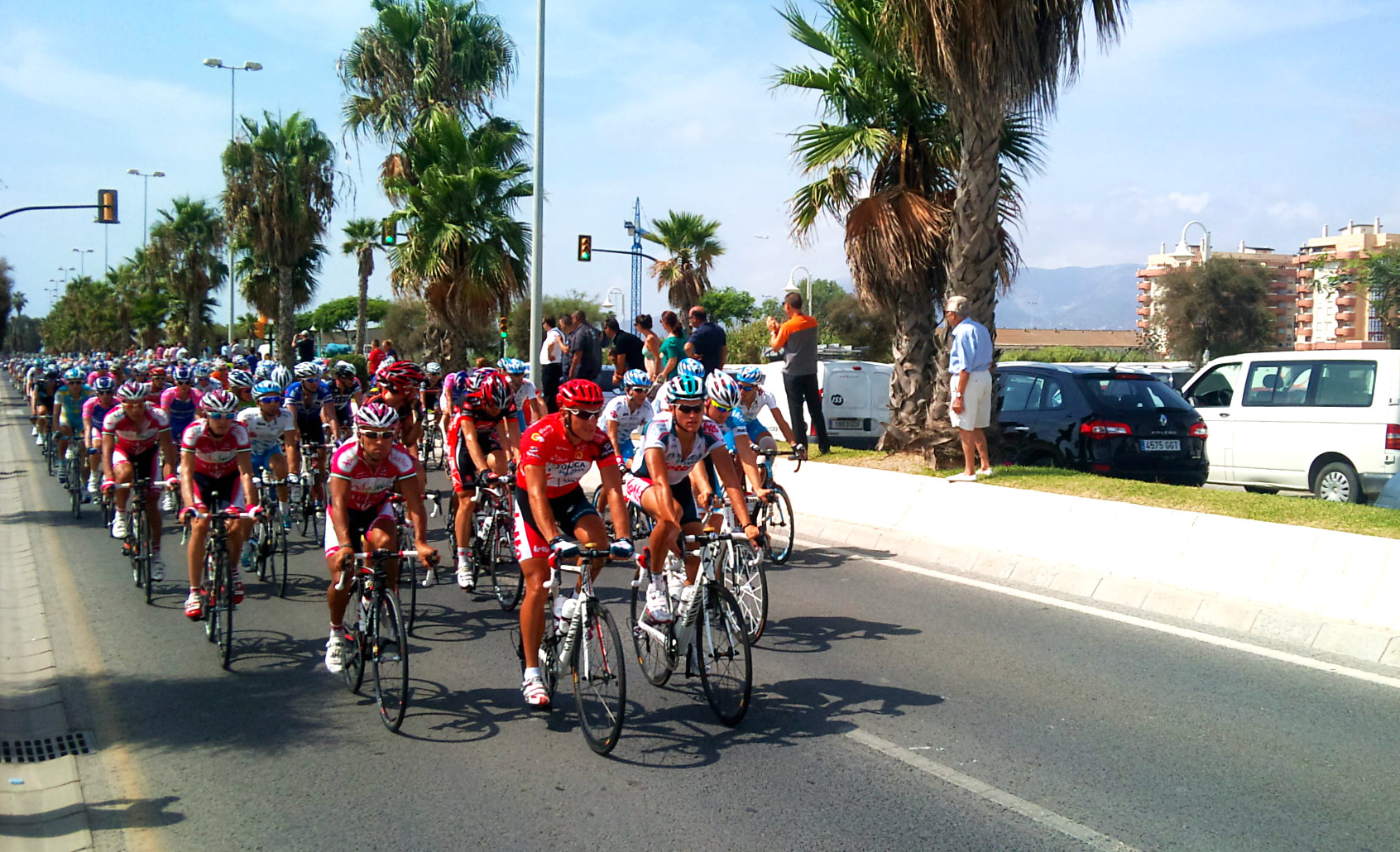
Vuelta España en Málaga

Las primeras ediciones de los años 2000 estuvieron marcadas por el dominio de Roberto Heras, que logró alcanzar la victoria también en cuatro ocasiones, tres de ellas de manera consecutiva (2000 y 2003-2005). Sin embargo, como ya sucediera con Ángel Arroyo en 1982, Heras fue descalificado en 2005 días después del término de la competición al dar positivo en un control antidopaje por consumo de EPO. Dicho positivo fue ratificado días después por el contraanálisis y Heras fue desposeído de su cuarto título, en beneficio del ruso Denís Menshov.
No obstante, Roberto Heras lograría recuperar su título. El 24 de junio de 2011 el Tribunal Superior de Justicia de Castilla y León anuló la sanción por dopaje impuesta el 7 de febrero de 2006 y dictada por el Comité Nacional de Competición y Disciplina Deportiva de la Real Federación Española de Ciclismo. De esta manera, dejaba abierta la puerta a su recuperación del título de la Vuelta a España 2005. El 21 de diciembre de 2012 el Tribunal Supremo confirmó la anulación de la sanción al corredor bejarano por una serie de irregularidades en la práctica de los análisis, entre ellas que las muestras se entregaron casi 40 horas después, a temperatura ambiente, por persona o empresa que se desconocía. Por ello, Roberto Heras volvió a aparecer en el palmarés de la Vuelta a España como ganador de la edición 2005, siendo además el único ciclista que ha ganado esta carrera en cuatro ediciones y, al igual que Rominger, tres de ellas consecutivas.
En el 2006, tras una dura pugna con el entonces líder del UCI Pro Tour, el murciano Alejandro Valverde, resultó vencedor el kazajo Aleksandr Vinokúrov. En la edición de 2007 Denís Menshov volvió a alzarse con el triunfo en la general, seguido a más de tres minutos por los españoles Carlos Sastre y Samuel Sánchez. En 2008 el ganador fue el madrileño Alberto Contador, vencedor aquel mismo año del Giro de Italia, que conseguía así convertirse en el primer español en ganar las tres Grandes Vueltas.
En 2009 la Vuelta comenzó en Drenthe, Holanda, pasando por Bélgica y Alemania. El vencedor final fue el murciano Alejandro Valverde, quien adoptó una postura conservadora sin ganar ninguna etapa y esprintando en los metros finales para lograr bonificaciones. Sus principales rivales fueron Samuel Sánchez (segundo clasificado), Cadel Evans (tercero), Ivan Basso, Robert Gesink y Ezequiel Mosquera. Todos ellos sufrieron caídas decisivas o pinchazos inoportunos, como el de Evans en Monachil, que allanaron a Valverde su conquista del último jersey oro.

### El regreso del jersey rojo y el nuevo perfil de la Vuelta (2010-2020)
A partir de la edición de 2010 hubo un cambio en el modelo de la Vuelta. Frente al perfil de las otras dos grandes vueltas, con mayor desnivel acumulado y dureza intermedia al encadenar diferentes puertos, la organización tendió a incrementar los finales en alto o los puertos explosivos (más cortos pero de mayor inclinación), que elevaron el interés de los espectadores a costa de reducir la dureza intermedia.[cita requerida]  Asimismo, la edición de 2010 presenció la reimplantación del jersey rojo y la subida por primera vez al puerto madrileño de la Bola del Mundo. El primer ganador del nuevo maillot fue el italiano Vincenzo Nibali, quien se impuso en su duelo con Ezequiel Mosquera tras la caída de otro de los favoritos, Igor Antón.
Por otro lado, figuras de renombre por sus victorias en el Tour o en el Giro como  Vincenzo Nibali, Christopher Froome, Alberto Contador, Alejandro Valverde, Joaquim Rodríguez, Nairo Quintana, Fabio Aru o Bradley Wiggins contribuyeron a internacionalizar la Vuelta. A pesar de no ascenderse tantos grandes puertos como en el país transalpino, la Vuelta se situó como la segunda carrera entre las tres grandes vueltas, en competencia con el Giro de Italia, en cuanto a participación de corredores de primera línea para disputar la clasificación general. Al compartir organizador con la ronda gala, Amaury Sport Organisation, se propició que los corredores pudiesen correr tanto el Tour como la Vuelta y ofrecer un recorrido favorable para ello: poca dureza global pero muchos finales en alto. Además, la organización mejoró los recorridos buscando finales nuevos con rutas por carreteras secundarias.[cita requerida] Por ello se incluyeron nuevos puertos o altos como La Camperona, los Ancares, el Santuario de la Virgen de Alba, Jitu de Escarandi, Mas de Costas o La Zubia, todos finales en alto excepto los Ancares.
Aparte del éxito de audiencias, esta década trajo la desaparición de equipos de ciclismo como el Euskatel. El panorama de patrocinadores españoles se complicó notablemente, sin apenas formaciones locales y con serias dificultades de los ciclistas para encontrar equipo en España.[cita requerida]
En la Vuelta a España 2011 ganó el montañés Cobo, en una mítica etapa en el Angliru. Le acompañaron en el podio Wiggins y Froome, no pudiendo los británicos doblegar al español. La Farrapona, la Covatilla y Peña Cabarga volvieron a deparar bonitas etapas de ciclismo. Posteriormente, en 2019, Cobo fue desposeído de su título al demostrarse que había hecho uso de sustancias dopantes, por lo que Froome pasó a ser el ganador de esta edición.
La edición de 2012 fue para Alberto Contador gracias a la etapa de Fuente Dé. Joaquim Rodríguez, gran animador, no pudo con el corredor de Pinto. Destacaron las etapas del Cuitu Negro y la Bola del Mundo, con grandes desniveles.
En 2013 ganó el estadounidense Chris Horner, el corredor de mayor edad hasta entonces en ganar una Vuelta, que se impuso a Nibali en su duelo en el Angliru.
En 2014 la victoria fue para Alberto Contador, que se anotó su tercera (y última) Vuelta a España, acercándose al récord de Roberto Heras. Esta edición fue el marco del duelo entre Froome y Contador en las rampas del puerto de Los Ancares.
La Vuelta 2015 fue para Fabio Aru, que se impuso a Tom Dumoulin en la etapa de la Sierra de Guadarrama. La Vuelta estuvo llena de emoción, donde destacó la etapa de Andorra, en la que Froome llegó a meta con una falange del pie rota.
La edición de 2016 trajo de nuevo espectáculo y recorridos de gran belleza. La etapa de Urdax fue una de las más destacadas junto a la que terminó en el Aubisque, cima mítica del Tour de Francia. La victoria final fue para Nairo Quintana, acompañado en el podio por  Froome (segundo) y Chaves (tercero).
Entre 2012 y 2016, conforme el nuevo perfil de la carrera, con etapas de finales más suaves y a falta de etapas de dureza extrema —propias para escaladores de gran resistencia—, Alberto Contador y Fabio Aru se destacaron como protagonistas con ataques de larga distancia. Contador ganó la edición del 2012 tras atacar a 50 km de meta en Colláu Joz (puerto de segunda categoría), mientras Aru venció la edición del 2015 al atacar a 55 km de meta en La Morcuera (primera categoría). En la edición del 2016, poco después de la salida de la etapa 15, de nuevo Contador atacó para alcanzar el pódium a más de 110 km de meta (finalmente, obtuvo el cuarto puesto en la clasificación individual), con Nairo Quintana (el vencedor final) a su rueda.
En la edición de 2017, la Vuelta a España empezó en Nimes, Francia. Tras tres etapas por territorio francés, la carrera se adentró en Andorra para llegar a España. Ya desde el principio Froome tomó el maillot rojo sin grandes diferencias. Pasada la contrarreloj de La Rioja, que ganó Froome, la Vuelta dejó dos hermosas etapas: Los Machucos y El Angliru, donde ganó Alberto Contador, poniendo un gran broche final a su carrera. Froome se llevó la general, mientras Nibali y Zakarin le acompañaron en el pódium de Cibeles.
La Vuelta a España 2018 comenzó en Málaga, desde donde se recorrió la costa andaluza hasta Almería, para dirigirse hacia el norte con etapas de montaña en Salamanca, Asturias y Pirineos. El ciclista inglés Simon Yates se hizo con el liderazgo en la etapa de montaña que finalizaba en La Covatilla, para perderlo tres días después y recuperarlo de forma definitiva en Las Praderas. Al final de la carrera en Madrid, fue acompañado en el pódium por el español Enric Mas (a 1m 46s) y por el colombiano Miguel Ángel López (a 2m 04s).

### La pandemia y el dominio de Primož Roglič (2019-2020)

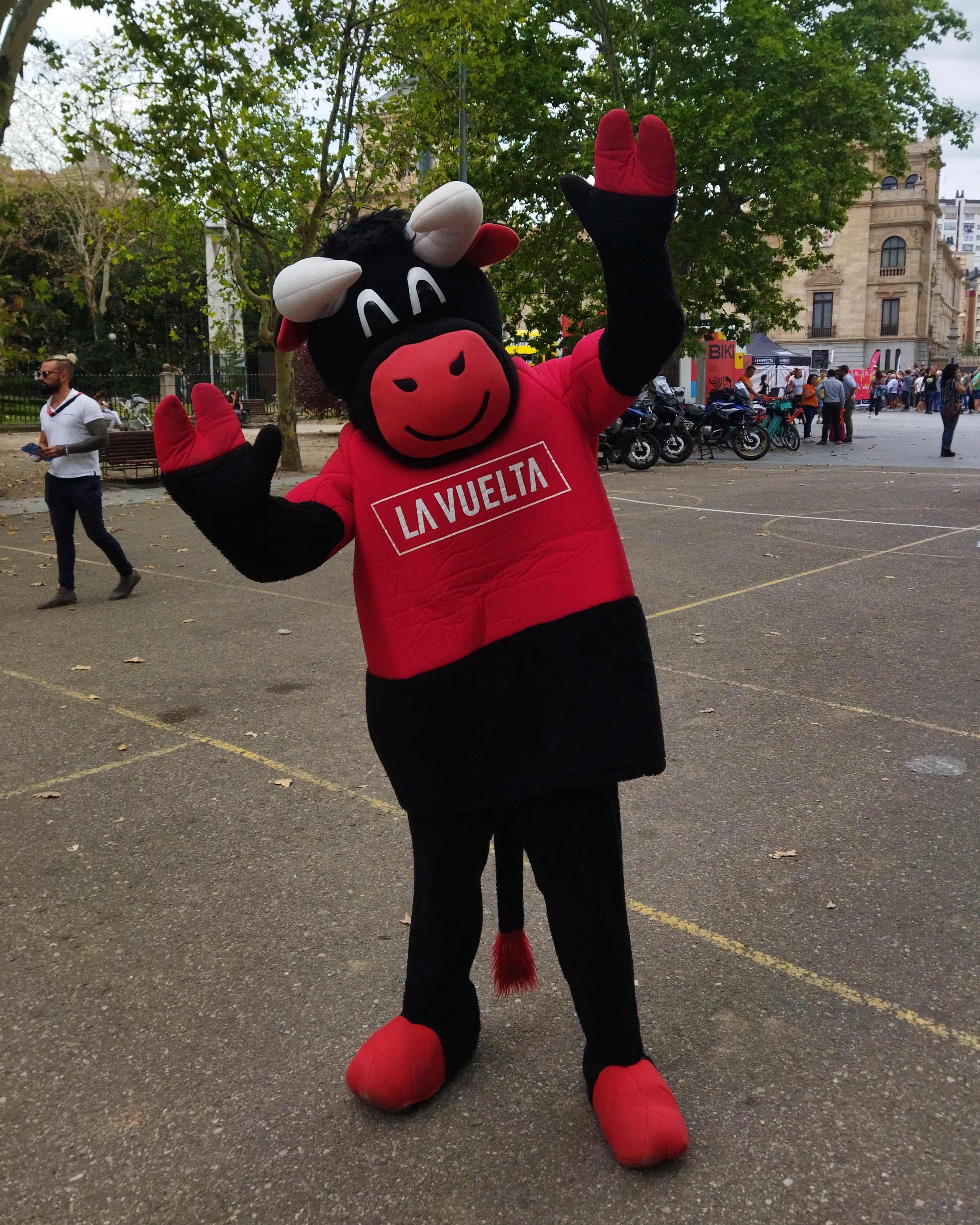
Tei-Tei, mascota oficial de la Vuelta a España.

Las ediciones de 2019 y 2020 vieron la confirmación del esloveno Primož Roglič (ganador en ambas) y la aparición de su joven compatriota Tadej Pogačar (tercero en 2019 y vencedor en el Tour de 2020 y 2021). Por otro lado, la Vuelta de 2020 se vio marcada por la COVID-19, que obligó a retrasar la prueba hasta el otoño. Desde el punto de vista organizativo, pese a la mínima presencia de público en las carreteras motivada por la pandemia, la carrera se pudo completar satisfactoriamente y no se registró ningún caso de infección entre los ciclistas participantes.
El recorrido de la Vuelta de 2019 se inició en Torrevieja, para dirigirse hacia los Pirineos y la cordillera Cantábrica, y finalizar tras unas jornadas de media montaña en los alrededores de Madrid. En esta ocasión, el ciclista esloveno Primož Roglič impuso su dominio en la décima etapa, una contrarreloj de 36 km disputada en suelo francés, lo que le permitió controlar la carrera hasta la meta final en el paseo de la Castellena de Madrid. El pódium lo completaron el español Alejandro Valverde y el también esloveno Tadej Pogačar.
La edición de 2020, al igual que el Tour y el Giro, estuvo marcada por la incidencia de la pandemia de COVID-19, que tras unos meses de incertidumbre obligó a celebrar la prueba entre el 20 de octubre y el 8 de noviembre, solapándose con el Giro. Esta circunstancia prestó un inédito paisaje otoñal a la carrera, que se vio favorecida por una climatología bastante benigna. La prueba estuvo marcada por la cerrada lucha entre el vencedor de la edición de 2019, el esloveno Primož Roglič, y el ecuatoriano Richard Carapaz, que se alternaron en el liderato de la prueba hasta la cronometrada de 33 km. Esta partió de la localidad de Muros y terminó en una dura subida final en el Mirador de Ézaro. En ella el esloveno logró una diferencia sobre su rival suficiente para mantener el maillot rojo, a pesar de los ataques del ecuatoriano en las últimas etapas de montaña. Finalmente Roglič se impuso en Madrid, con Carapaz en segunda posición (a 24s) y el británico Hugh Carthy (a 1m 15s) en tercera posición.

### Salidas y llegadas[16]
Desde el año 2009, las llegadas a Madrid se hacen en la plaza de Cibeles, y no en la plaza de Lima como era el caso justo antes.
| Año       | Salida                                              | Llegada                                             |                                                     |
| --------- | --------------------------------------------------- | --------------------------------------------------- | --------------------------------------------------- |
| 1935      | Madrid                                              | Madrid                                              |                                                     |
| 1936      | Madrid                                              | Madrid                                              |                                                     |
| 1937-1940 | Ediciones suspendidas por la guerra civil española  | Ediciones suspendidas por la guerra civil española  | Ediciones suspendidas por la guerra civil española  |
| 1941      | Madrid                                              | Madrid                                              |                                                     |
| 1942      | Madrid                                              | Madrid                                              |                                                     |
| 1943-1944 | Ediciones suspendidas por la Segunda Guerra Mundial | Ediciones suspendidas por la Segunda Guerra Mundial | Ediciones suspendidas por la Segunda Guerra Mundial |
| 1945      | Madrid                                              | Madrid                                              |                                                     |
| 1946      | Madrid                                              | Madrid                                              |                                                     |
| 1947      | Madrid                                              | Madrid                                              |                                                     |
| 1948      | Madrid                                              | Madrid                                              |                                                     |
| 1949      | Edición suspendida                                  | Edición suspendida                                  | Edición suspendida                                  |
| 1950      | Madrid                                              | Madrid                                              |                                                     |
| 1951-1954 | Ediciones suspendidas                               | Ediciones suspendidas                               | Ediciones suspendidas                               |
| 1955      | Bilbao                                              | Bilbao                                              |                                                     |
| 1956      | Bilbao                                              | Bilbao                                              |                                                     |
| 1957      | Bilbao                                              | Bilbao                                              |                                                     |
| 1958      | Bilbao                                              | Madrid                                              |                                                     |
| 1959      | Madrid                                              | Bilbao                                              |                                                     |
| 1960      | Gijón                                               | Bilbao                                              |                                                     |
| 1961      | San Sebastián                                       | Bilbao                                              |                                                     |
| 1962      | Barcelona                                           | Bilbao                                              |                                                     |
| 1963      | Gijón                                               | Madrid                                              |                                                     |
| 1964      | Benidorm                                            | Madrid                                              |                                                     |
| 1965      | Vigo                                                | Bilbao                                              |                                                     |
| 1966      | Murcia                                              | Bilbao                                              |                                                     |
| 1967      | Vigo                                                | Bilbao                                              |                                                     |
| 1968      | Zaragoza                                            | Bilbao                                              |                                                     |
| 1969      | Badajoz                                             | Bilbao                                              |                                                     |
| 1970      | Cádiz                                               | Bilbao                                              |                                                     |
| 1971      | Almería                                             | Madrid                                              |                                                     |
| 1972      | Fuengirola                                          | San Sebastián                                       |                                                     |
| 1973      | Calpe                                               | San Sebastián                                       |                                                     |
| 1974      | Almería                                             | San Sebastián                                       |                                                     |
| 1975      | Fuengirola                                          | San Sebastián                                       |                                                     |
| 1976      | Estepona                                            | San Sebastián                                       |                                                     |
| 1977      | Dehesa de Campoamor                                 | Miranda de Ebro                                     |                                                     |
| 1978      | Gijón                                               | San Sebastián                                       |                                                     |
| 1979      | Jerez de la Frontera                                | Madrid                                              |                                                     |
| 1980      | La Manga                                            | Madrid                                              |                                                     |
| 1981      | Santander                                           | Madrid                                              |                                                     |
| 1982      | Santiago de Compostela                              | Madrid                                              |                                                     |
| 1983      | Almusafes                                           | Madrid                                              |                                                     |
| 1984      | Jerez de la Frontera                                | Madrid                                              |                                                     |
| 1985      | Valladolid                                          | Salamanca                                           |                                                     |
| 1986      | Palma de Mallorca                                   | Jerez de la Frontera                                |                                                     |
| 1987      | Benidorm                                            | Madrid                                              |                                                     |
| 1988      | Santa Cruz de Tenerife                              | Madrid                                              |                                                     |
| 1989      | La Coruña                                           | Madrid                                              |                                                     |
| 1990      | Benicasim                                           | Madrid                                              |                                                     |
| 1991      | Mérida                                              | Madrid                                              |                                                     |
| 1992      | Jerez de la Frontera                                | Madrid                                              |                                                     |
| 1993      | La Coruña                                           | Santiago de Compostela                              |                                                     |
| 1994      | Valladolid                                          | Madrid                                              |                                                     |
| 1995      | Zaragoza                                            | Madrid                                              |                                                     |
| 1996      | Valencia                                            | Madrid                                              |                                                     |
| 1997      | Lisboa                                              | Madrid                                              |                                                     |
| 1998      | Córdoba                                             | Madrid                                              |                                                     |
| 1999      | Murcia                                              | Madrid                                              |                                                     |
| 2000      | Málaga                                              | Madrid                                              |                                                     |
| 2001      | Salamanca                                           | Madrid                                              |                                                     |
| 2002      | Valencia                                            | Madrid                                              |                                                     |
| 2003      | Gijón                                               | Madrid                                              |                                                     |
| 2004      | León                                                | Madrid                                              |                                                     |
| 2005      | Granada                                             | Madrid                                              |                                                     |
| 2006      | Málaga                                              | Madrid                                              |                                                     |
| 2007      | Vigo                                                | Madrid                                              |                                                     |
| 2008      | Granada                                             | Madrid                                              |                                                     |
| 2009      | Assen (TT circuit Assen)                            | Madrid                                              |                                                     |
| 2010      | Sevilla                                             | Madrid                                              |                                                     |
| 2011      | Benidorm                                            | Madrid                                              |                                                     |
| 2012      | Pamplona                                            | Madrid                                              |                                                     |
| 2013      | Villanueva de Arosa                                 | Madrid                                              |                                                     |
| 2014      | Jerez de la Frontera                                | Santiago de Compostela                              |                                                     |
| 2015      | Costa del Sol, Puerto Banús                         | Madrid                                              |                                                     |
| 2016      | Cenlle (Balneario de Laias)                         | Madrid                                              |                                                     |
| 2017      | Nimes                                               | Madrid                                              |                                                     |
| 2018      | Málaga (Museo Pompidou)                             | Madrid                                              |                                                     |
| 2019      | Torrevieja (Salinas de Torrevieja)                  | Madrid                                              |                                                     |
| 2020      | Irún                                                | Madrid                                              |                                                     |
| 2021      | Burgos                                              | Santiago de Compostela                              |                                                     |
| 2022      | Utrecht                                             | Madrid                                              |                                                     |
| 2023      | Barcelona                                           | Madrid                                              |                                                     |
| 2024      | Lisboa                                              | Madrid                                              |                                                     |
| 2025      | Turín                                               | Madrid                                              |                                                     |
| 2026      | Mónaco                                              | Canarias*                                           | *No se sabe la ciudad concreta                      |

## Maillots de líder
Para facilitar el reconocimiento del líder en carrera, este suele portar un maillot con un color determinado, como sucede en el Tour de Francia (maillot amarillo) y en el Giro de Italia (maglia rosa). El maillot de líder de la Vuelta a España no ha sido siempre del mismo color. Hubo varias suspensiones de la carrera y los distintos organizadores que la rescataron eligieron sus colores. Empezó siendo naranja (1935 y 36), luego blanco (1941), otra vez naranja (1942), incluso fue rojo cuando la carrera la cogió el Diario Ya en 1945, aunque luego cambió a blanco con una franja horizontal hasta 1950. En 1955, El Correo resucitó la Vuelta y eligió el amarillo como distinción para el primer clasificado de la prueba, a semejanza del utilizado en el Tour de Francia. Exceptuando el año 1977, en el que el color fue naranja, el maillot amarillo se mantuvo hasta 1998 y desde 1999 hasta 2009 pasó a ser de color oro. Desde la edición de 2010 se instauró el jersey rojo, y el maillot de líder, así como el pantalón y el casco, son de color rojo.
| Años      | Color del Maillot |
| --------- | ----------------- |
| 1935-1936 |                   |
| 1941      |                   |
| 1942      |                   |
| 1945      |                   |
| 1946-1948 |                   |
| 1950      |                   |
| 1955-1976 |                   |
| 1977      |                   |
| 1978-1998 |                   |
| 1999-2009 |                   |
| 2010-     |                   |

Los líderes de las distintas clasificaciones suplementarias también llevan maillots identificativos desde 1950 (con anterioridad, aún existiendo una clasificación de la montaña oficial, no se distinguía al líder de la misma). El color azul estuvo durante bastante tiempo asociado al líder de la clasificación por puntos y el color verde al líder de la clasificación de la montaña (en algunas ediciones su coloración fue roja o granate). El color rojo se asoció durante bastantes años al liderato en la clasificación de las metas volantes. Otras clasificaciones que han existido durante la disputa de la ronda española, como los esprints especiales o la combinada, tuvieron diferentes maillots dependiendo de la edición. Desde 1994 y hasta el 2009 (ambos inclusive), el maillot de la regularidad (o por puntos) pasó a tener una tonalidad granate, mientras que el maillot de la montaña, pasó a ser blanco.
Los demás líderes de las demás clasificaciones a partir de la edición 2010 son exactamente iguales que los del Tour de Francia (salvo el de la montaña, que tiene los lunares azules en vez de rojos) para evitar confusiones a los aficionados no expertos en ciclismo.
 maillots actuales.

- A partir de la edición 2010 y hasta la actualidad:
  - Maillot y pantalón rojo es la prenda portada por el líder de la clasificación de la general individual de La Vuelta a España en ese momento.
  - Maillot de puntos azules distingue al líder de la Clasificación de la Montaña
  - Maillot verde identifica al líder de la Clasificación por Puntos.
  - Maillot blanco identifica al líder de la clasificación combinada hasta 2018, en 2019 pasa a ser el de mejor joven.

Otra característica diferenciadora sobre otras Grandes Vueltas es que no había existido clasificación de los jóvenes hasta la edición de 2019 y en su lugar se utilizaba la clasificación de la combinada que tiene en cuenta los puestos de los corredores en la clasificación general, la clasificación por puntos y la de la montaña. En el año 2019 desaparece la clasificación de la combinada y el maillot blanco pasa a representar al mejor joven.

## Alabanzas y críticas a los actuales recorridos

### Muchos finales en alto pero poca dureza global
Las alabanzas al modelo de recorridos de la Vuelta se han centrado en que «todos los días pasa algo», debido a la elaboración de recorridos de etapas con algún tipo de aliciente, de forma que no pasen demasiados días seguidos sin que se produzca algún tipo de actividad entre los favoritos de la carrera.
Las críticas se centran en la proliferación de finales en alto, que se argumenta que impiden los ataques lejanos porque con atacar unos pocos kilómetros cada día sin riesgo vale para sacar tiempo; así como la falta de contrarreloj (tendencia que también están adoptando las otras Grandes Vueltas), que fuerce a los escaladores a atacar en montaña; y la falta de inclusión de puertos de montaña de similar dureza a los de Giro de Italia y Tour de Francia, hacen de la vuelta una carrera menor. Se critica especialmente la ausencia de puertos de paso de categoría especial que puedan romper la carrera lejos de meta, ya que en la Vuelta 2012 hubo uno (San Lorenzo) y en el Giro de Italia 2012 y el Tour de Francia 2012 hubo siete y seis, respectivamente, en cada uno. De hecho son conocidos los «especiales de paso» del Gavia y Mortirolo (en el Giro de Italia) o el Aubisque, Tourmalet y Galibier (en el Tour de Francia) mientras en la Vuelta no hay ningún puerto conocido de esas características debido a que casi siempre se utilizan como «final en alto», y el puerto más alto de la carrera casi siempre suele ser «final en alto». Además, la «etapa reina» se sitúa en las últimas jornadas con lo que no hay necesidad de arriesgar con ataques lejanos hasta después de esa etapa debido a las escasas diferencias y ya después apenas hay oportunidades para hacerlo. Todo esto provoca que todas las etapas tengan un desarrollo parecido y que las diferencias sean mínimas equiparando su desarrollo a muchas carreras de una semana.
Es significativo que históricamente la Vuelta a España sea la Gran Vuelta con menos dureza, cuando en España se encuentra la carretera más alta de Europa (pico Veleta a 3367 m s. n. m., con múltiples vertientes y puertos para acceder a ella) y sea uno de los países más altos de Europa con 650 metros de media solo por detrás de Suiza, Andorra, Austria y Liechtenstein con la diferencia que en ellos no hay costa (habitualmente a 0 m s. n. m.). El ejemplo más significativo es que puede pasar de los 0 m s. n. m. de la Costa de Almería hasta más de 2000 m s. n. m. de la Sierra de Los Filabres en menos de 50 km.

### Puertos por encima de los 2000m s. n. m.
Debido a que el criterio para catalogar un puerto de categoría especial es subjetivo en este cuadro se muestran los puertos/altos con más de 2000 m s. n. m. que hay en la península ibérica de España (se omiten las islas por motivos logísticos) y las veces que se han pasado en la Vuelta a España para demostrar el escaso uso de puertos de estas características, normalmente con más de 1 hora de ascensión, en la ronda española.
| Puerto            | Lugar geográfico                                                 | Altitud máxima (m s. n. m.) | N.º de veces ascendido | Año primera ascensión | Año última ascensión | Catalogación                                                  | ¿Puerto de paso?                                   |
| ----------------- | ---------------------------------------------------------------- | --------------------------- | ---------------------- | --------------------- | -------------------- | ------------------------------------------------------------- | -------------------------------------------------- |
| Pico Veleta       | Sierra Nevada (provincia de Granada)                             | 3367                        | 0                      | -                     | -                    | -                                                             | No                                                 |
| Sierra Nevada     | Sierra Nevada (provincia de Almería y provincia de Granada)      | 2520                        | 13                     | 1979                  | 2017                 | 1.ª/Especial                                                  | · (por la vertiente de Pradollano-Hoya de la Mora) |
| Bola del Mundo    | Sierra de Guadarrama (provincia de Segovia, Comunidad de Madrid) | 2257                        | 3                      | 2010                  | 2025                 | Especial                                                      | No                                                 |
| Calar Alto        | Sierra de los Filabres (provincia de Almería)                    | 2155                        | 4                      | 2004                  | 2017                 | 1.ª/Especial                                                  | Sí                                                 |
| Vallter 2000      | Pirineo Catalán (provincia de Gerona)                            | 2151                        | 0                      | -                     | -                    | 1.ª/Especial (en la Volta a Cataluña)                         | No                                                 |
| Pal               | Pirineo Catalán (provincia de Barcelona)                         | 2104                        | 0                      |                       |                      | 1.ª (en la Volta a Cataluña)/Especial (en la Semana Catalana) | No                                                 |
| Tetica de Bacares | Sierra de los Filabres (provincia de Almería)                    | 2078                        | 0                      | -                     | -                    | -                                                             | No                                                 |
| La Bonaigua       | Pirineo Catalán (provincia de Lérida)                            | 2072                        | >10                    | 1980                  | 2013                 | 1.ª                                                           | Sí                                                 |
| La Ragua          | Sierra Nevada (provincia de Granada)                             | 2041                        | 2                      | 1997                  | 2009                 | 1.ª                                                           | Sí                                                 |
| Escúllar          | Sierra de Baza (provincia de Almería y provincia de Granada)     | 2036                        | 1                      | 2011                  | 2011                 | 1.ª                                                           | Sí                                                 |
| Boí Taüll         | Pirineo Catalán (provincia de Lérida)                            | 2031                        | 0                      | -                     | -                    | 1.ª (en la Volta a Cataluña)                                  | No                                                 |

### La introducción del Alto de l'Angliru
En 1996 el asturiano y director de información de la ONCE, Miguel Prieto, después de visitar El Gamonal se puso en contacto con la empresa organizadora de la Vuelta Ciclista a España (Unipublic) proponiendo dicha ascensión como final de etapa. Esta propuesta no cayó en saco roto, estando como estaba en ese momento La Vuelta buscando un final de etapa del mismo renombre, resonancia y dureza como era la ascensión a los Lagos de Covadonga. En 1997 el Ayuntamiento de Riosa arregló la carretera y en 1999 fue por primera vez final de etapa. Junto a los mencionados Lagos y Sierra Nevada este puerto se convirtió en uno de los tradicionales finales en alto españoles de la ronda española al ascenderse, habitualmente, cada 3 o 4 años.
Para saber más sobre esta etapa, véase Alto de l'Angliru

## Palmarés
| Año                                                           | Ganador                 | Segundo                    | Tercero                  |
| ------------------------------------------------------------- | ----------------------- | -------------------------- | ------------------------ |
| 1935                                                          | Gustaaf Deloor          | Mariano Cañardo            | Antoine Dignef           |
| 1936                                                          | Gustaaf Deloor          | Alfons Deloor              | Antonio Bertola          |
| 1937-1940 ediciones suspendidas por la Guerra Civil Española  |                         |                            |                          |
| 1941                                                          | Julián Berrendero       | Fermín Trueba              | José Jabardo             |
| 1942                                                          | Julián Berrendero       | Diego Cháfer               | Francisco Antonio Andrés |
| 1943-1944 ediciones suspendidas por la Segunda Guerra Mundial |                         |                            |                          |
| 1945                                                          | Delio Rodríguez         | Julián Berrendero          | Juan Gimeno              |
| 1946                                                          | Dalmacio Langarica      | Julián Berrendero          | Jan Lambrichs            |
| 1947                                                          | Edward van Dijck        | Manuel Costa               | Delio Rodríguez          |
| 1948                                                          | Bernardo Ruiz           | Emilio Rodríguez Barros    | Bernardo Capó            |
| 1949 edición suspendida                                       |                         |                            |                          |
| 1950                                                          | Emilio Rodríguez Barros | Manuel Rodríguez Barros    | José Serra Gil           |
| 1951-1954 ediciones suspendidas                               |                         |                            |                          |
| 1955                                                          | Jean Dotto              | Antonio Jiménez Quiles     | Raphaël Géminiani        |
| 1956                                                          | Angelo Conterno         | Jesús Loroño               | Raymond Impanis          |
| 1957                                                          | Jesús Loroño            | Federico Martín Bahamontes | Bernardo Ruiz            |
| 1958                                                          | Jean Stablinski         | Pasquale Fornara           | Fernando Manzaneque      |
| 1959                                                          | Antonio Suárez          | José Segú                  | Rik Van Looy             |
| 1960                                                          | Frans De Mulder         | Armand Desmet              | Miguel Pacheco           |
| 1961                                                          | Angelino Soler          | François Mahé              | José Pérez Francés       |
| 1962                                                          | Rudi Altig              | José Pérez Francés         | Seamus Elliott           |
| 1963                                                          | Jacques Anquetil        | José Martín Colmenarejo    | Miguel Pacheco           |
| 1964                                                          | Raymond Poulidor        | Luis Otaño                 | José Pérez Francés       |
| 1965                                                          | Rolf Wolfshohl          | Raymond Poulidor           | Rik Van Looy             |
| 1966                                                          | Patxi Gabica            | Eusebio Vélez              | Carlos Echeverría        |
| 1967                                                          | Jan Janssen             | Jean Pierre Ducasse        | Aurelio González Puente  |
| 1968                                                          | Felice Gimondi          | José Pérez Francés         | Eusebio Vélez            |
| 1969                                                          | Roger Pingeon           | Luis Ocaña                 | Marinus Wagtmans         |
| 1970                                                          | Luis Ocaña              | Agustín Tamames            | Herman Van Springel      |
| 1971                                                          | Ferdinand Bracke        | Wilfried David             | Luis Ocaña               |
| 1972                                                          | José Manuel Fuente      | Miguel María Lasa          | Agustín Tamames          |
| 1973                                                          | Eddy Merckx             | Luis Ocaña                 | Bernard Thévenet         |
| 1974                                                          | José Manuel Fuente      | Joaquim Agostinho          | Miguel María Lasa        |
| 1975                                                          | Agustín Tamames         | Txomin Perurena            | Miguel María Lasa        |
| 1976                                                          | José Pesarrodona        | Luis Ocaña                 | José Nazabal             |
| 1977                                                          | Freddy Maertens         | Miguel María Lasa          | Klaus-Peter Thaler       |
| 1978                                                          | Bernard Hinault         | José Pesarrodona           | Jean-René Bernaudeau     |
| 1979                                                          | Joop Zoetemelk          | Francisco Galdós           | Michel Pollentier        |
| 1980                                                          | Faustino Rupérez        | Pedro Torres Cruces        | Claude Criquielion       |
| 1981                                                          | Giovanni Battaglin      | Pedro Muñoz                | Vicente Belda            |
| 1982                                                          | Marino Lejarreta        | Michel Pollentier          | Sven-Åke Nilsson         |
| 1983                                                          | Bernard Hinault         | Marino Lejarreta           | Alberto Fernández Blanco |
| 1984                                                          | Éric Caritoux           | Alberto Fernández Blanco   | Reimund Dietzen          |
| 1985                                                          | Pedro Delgado           | Robert Millar              | Pacho Rodríguez          |
| 1986                                                          | Álvaro Pino             | Robert Millar              | Sean Kelly               |
| 1987                                                          | Lucho Herrera           | Reimund Dietzen            | Laurent Fignon           |
| 1988                                                          | Sean Kelly              | Reimund Dietzen            | Anselmo Fuerte           |
| 1989                                                          | Pedro Delgado           | Fabio Parra                | Óscar de Jesús Vargas    |
| 1990                                                          | Marco Giovannetti       | Pedro Delgado              | Anselmo Fuerte           |
| 1991                                                          | Melcior Mauri           | Miguel Induráin            | Marino Lejarreta         |
| 1992                                                          | Tony Rominger           | Jesús Montoya              | Pedro Delgado            |
| 1993                                                          | Tony Rominger           | Alex Zülle                 | Laudelino Cubino         |
| 1994                                                          | Tony Rominger           | Mikel Zarrabeitia          | Pedro Delgado            |
| 1995                                                          | Laurent Jalabert        | Abraham Olano              | Johan Bruyneel           |
| 1996                                                          | Alex Zülle              | Laurent Dufaux             | Tony Rominger            |
| 1997                                                          | Alex Zülle              | Fernando Escartín          | Laurent Dufaux           |
| 1998                                                          | Abraham Olano           | Fernando Escartín          | José María Jiménez       |
| 1999                                                          | Jan Ullrich             | Igor González de Galdeano  | Roberto Heras            |
| 2000                                                          | Roberto Heras           | Ángel Casero               | Pável Tonkov             |
| 2001                                                          | Ángel Casero            | Óscar Sevilla              |                          |
| 2002                                                          | Aitor González          | Roberto Heras              | Joseba Beloki            |
| 2003                                                          | Roberto Heras           | Isidro Nozal               | Alejandro Valverde       |
| 2004                                                          | Roberto Heras           | Santi Pérez                | Paco Mancebo             |
| 2005                                                          | Roberto Heras           | Denís Menshov              | Carlos Sastre            |
| 2006                                                          | Alekszandr Vinokurov    | Alejandro Valverde         | Andréi Kashechkin        |
| 2007                                                          | Denís Menshov           | Carlos Sastre              | Samuel Sánchez           |
| 2008                                                          | Alberto Contador        | Levi Leipheimer            | Carlos Sastre            |
| 2009                                                          | Alejandro Valverde      | Samuel Sánchez             | Cadel Evans              |
| 2010                                                          | Vincenzo Nibali         | Peter Velits               | Joaquim Rodríguez        |
| 2011                                                          | Chris Froome            | Bradley Wiggins            | Bauke Mollema            |
| 2012                                                          | Alberto Contador        | Alejandro Valverde         | Joaquim Rodríguez        |
| 2013                                                          | Chris Horner            | Vincenzo Nibali            | Alejandro Valverde       |
| 2014                                                          | Alberto Contador        | Chris Froome               | Alejandro Valverde       |
| 2015                                                          | Fabio Aru               | Joaquim Rodríguez          | Rafał Majka              |
| 2016                                                          | Nairo Quintana          | Chris Froome               | Esteban Chaves           |
| 2017                                                          | Chris Froome            | Vincenzo Nibali            | Ilnur Zakarin            |
| 2018                                                          | Simon Yates             | Enric Mas                  | Miguel Ángel López       |
| 2019                                                          | Primož Roglič           | Alejandro Valverde         | Tadej Pogačar            |
| 2020                                                          | Primož Roglič           | Richard Carapaz            | Hugh Carthy              |
| 2021                                                          | Primož Roglič           | Enric Mas                  | Jack Haig                |
| 2022                                                          | Remco Evenepoel         | Enric Mas                  | Juan Ayuso               |
| 2023                                                          | Sepp Kuss               | Jonas Vingegaard           | Primož Roglič            |
| 2024                                                          | Primož Roglič           | Ben O'Connor               | Enric Mas                |
| 2025                                                          |                         |                            |                          |

Notas:
- En la Vuelta a España 2011 el corredor Juanjo Cobo fue inicialmente el ganador, pero en junio de 2019 fue desposeído de su triunfo en esta edición debido a un problema con su pasaporte biológico entre los años 2009 a 2011. El título de ganador fue otorgado al ciclista británico Chris Froome, quien terminó inicialmente como segundo clasificado en dicha edición.[31]

Otras clasificaciones y datos estadísticos
- Para los ganadores de las clasificaciones secundarias, véase Ganadores de las clasificaciones de la Vuelta a España
- Para los datos estadísticos, véase Datos estadísticos de la Vuelta a España

## Palmarés por países
- Actualizado a la edición de 2024.

| País           | Victorias | 2.º lugar | 3.º lugar | Total | Último vencedor             |
| -------------- | --------- | --------- | --------- | ----- | --------------------------- |
| España         | 32 (24)   | 53        | 41        | 126   | Alberto Contador en 2014    |
| Francia        | 9 (8)     | 3         | 4         | 16    | Laurent Jalabert en 1995    |
| Bélgica        | 8 (7)     | 4         | 8         | 20    | Remco Evenepoel en 2022     |
| Italia         | 6 (6)     | 3         | 1         | 10    | Fabio Aru en 2015           |
| Suiza          | 5 (2)     | 2         | 2         | 9     | Alex Zülle en 1997          |
| Eslovenia      | 4 (1)     | -         | 2         | 6     | Primož Roglič en 2024       |
| Reino Unido    | 3 (2)     | 5         | 1         | 9     | Simon Yates en 2018         |
| Alemania       | 3 (3)     | 2         | 2         | 7     | Jan Ullrich en 1999         |
| Colombia       | 2 (2)     | 1         | 4         | 7     | Nairo Quintana en 2016      |
| Países Bajos   | 2 (2)     | -         | 3         | 5     | Joop Zoetemelk en 1979      |
| Estados Unidos | 2 (2)     | 1         | -         | 3     | Sepp Kuss en 2023           |
| Rusia          | 1         | 1         | 2         | 4     | Denís Menshov en 2007       |
| Irlanda        | 1         | -         | 2         | 3     | Sean Kelly en 1988          |
| Kazajistán     | 1         | -         | 1         | 2     | Aleksandr Vinokúrov en 2006 |
| Australia      | -         | 1         | 2         | 3     | -                           |
| Portugal       | -         | 1         | -         | 1     | -                           |
| Ecuador        | -         | 1         | -         | 1     | -                           |
| Dinamarca      | -         | 1         | -         | 1     | -                           |
| Eslovaquia     | -         | -         | 1         | 1     | -                           |
| Polonia        | -         | -         | 1         | 1     | -                           |
| Suecia         | -         | -         | 1         | 1     | -                           |

- Entre paréntesis el número de ciclistas diferentes que han conseguido victorias para cada país.

## Estadísticas

### Más victorias generales
| Ciclista           | Victorias | Años                   |
| ------------------ | --------- | ---------------------- |
| Roberto Heras      | 4         | 2000, 2003, 2004, 2005 |
| Primož Roglič      | 4         | 2019, 2020, 2021, 2024 |
| Tony Rominger      | 3         | 1992, 1993, 1994       |
| Alberto Contador   | 3         | 2008, 2012, 2014       |
| Gustaaf Deloor     | 2         | 1935, 1936             |
| Julián Berrendero  | 2         | 1941, 1942             |
| José Manuel Fuente | 2         | 1972, 1974             |
| Bernard Hinault    | 2         | 1978, 1983             |
| Pedro Delgado      | 2         | 1985, 1989             |
| Alex Zülle         | 2         | 1996, 1997             |
| Chris Froome       | 2         | 2011, 2017             |

### Victorias consecutivas
- Tres victorias seguidas:
  -  Tony Rominger (1992, 1993,1994)
  -  Roberto Heras (2003, 2004, 2005)
  -  Primož Roglič (2019, 2020, 2021)
- Dos victorias seguidas:
  -  Gustaaf Deloor (1935, 1936)
  -  Julián Berrendero (1941, 1942)
  -  Alex Zülle (1996, 1997)

### Más podios
| Ciclista           | 1.º | 2.º | 3.º | Total |
| ------------------ | --- | --- | --- | ----- |
| Alejandro Valverde | 1   | 3   | 3   | 7     |
| Roberto Heras      | 4   | 1   | 1   | 6     |
| Pedro Delgado      | 2   | 1   | 2   | 5     |
| Luis Ocaña         | 1   | 3   | 1   | 5     |
| Primož Roglič      | 4   | -   | 1   | 5     |
| Tony Rominger      | 3   | -   | 1   | 4     |
| Julián Berrendero  | 2   | 2   | -   | 4     |
| Chris Froome       | 2   | 2   | -   | 4     |
| José Pérez-Francés | -   | 2   | 2   | 4     |
| Miguel María Lasa  | -   | 2   | 2   | 4     |
| Enric Mas          | -   | 3   | 1   | 4     |
| Alberto Contador   | 3   | -   | -   | 3     |
| Alex Zülle         | 2   | 1   | -   | 3     |
| Vincenzo Nibali    | 1   | 2   | -   | 3     |
| Agustín Tamames    | 1   | 1   | 1   | 3     |
| Marino Lejarreta   | 1   | 1   | 1   | 3     |
| Reimund Dietzen    | -   | 2   | 1   | 3     |
| Carlos Sastre      | -   | 1   | 2   | 3     |
| Joaquim Rodríguez  | -   | 1   | 2   | 3     |

### Más participaciones
| # | Ciclista             | País   | Participaciones | Ediciones                                         |
| - | -------------------- | ------ | --------------- | ------------------------------------------------- |
| 1 | Íñigo Cuesta         | España | 17              | 1994-2010                                         |
| 2 | Alejandro Valverde   | España | 16              | 2002-2004, 2006, 2008-2009, 2012-2016 y 2018-2022 |
| 3 | Fede Etxabe          | España | 15              | 1981-1995                                         |
|   | Chente García Acosta | España | 15              | 1997-2011                                         |
|   | Imanol Erviti        | España | 15              | 2007-2016, 2018-2021 y 2023                       |
| 6 | Eduardo Chozas       | España | 14              | 1980-1993                                         |
|   | Txomin Perurena      | España | 14              | 1966-1979                                         |
|   | Luis León Sánchez    | España | 14              | 2005, 2008-2012, 2016, 2018-2020 y 2022-2023      |

### Victorias de etapa
- Actualizado a 2024

| Ciclista            | Etapas |
| ------------------- | ------ |
| Delio Rodríguez     | 39     |
| Alessandro Petacchi | 20     |
| Rik Van Looy        | 18     |
| Laurent Jalabert    | 18     |
| Sean Kelly          | 16     |
| Primož Roglič       | 15     |
| Gerben Karstens     | 14     |
| Freddy Maertens     | 13     |
| Tony Rominger       | 13     |
| Txomin Perurena     | 12     |
| Marcel Wüst         | 12     |
| Alejandro Valverde  | 12     |

| Ciclista             | Etapas |
| -------------------- | ------ |
| Julián Berrendero    | 11     |
| Agustín Tamames      | 11     |
| Eddy Planckaert      | 10     |
| Roberto Heras        | 10     |
| John Degenkolb       | 10     |
| Eddy Peelman         | 9      |
| Mathieu Hermans      | 9      |
| Jean Paul Van Poppel | 9      |
| Alex Zülle           | 9      |
| José María Jiménez   | 9      |
| Joaquim Rodríguez    | 9      |

| Ciclista                 | Etapas |
| ------------------------ | ------ |
| Dalmacio Langarica       | 8      |
| Miguel Gual              | 8      |
| Erik Zabel               | 8      |
| Antón Barrutia           | 7      |
| Ramón Sáez               | 7      |
| Bernard Hinault          | 7      |
| Djamolidine Abdoujaparov | 7      |
| Nicola Minali            | 7      |
| Óscar Freire             | 7      |
| Philippe Gilbert         | 7      |
| Kaden Groves             | 7      |

#### Victorias de etapa contrarreloj
| Ciclista         | Etapas |
| ---------------- | ------ |
| Melchor Mauri    | 6      |
| Tony Rominger    | 6      |
| Alex Zülle       | 6      |
| Abraham Olano    | 6      |
| Raymond Poulidor | 4      |
| Primož Roglič    | 4      |

| Ciclista            | Etapas |
| ------------------- | ------ |
| Luis Ocaña          | 3      |
| René Pijnen         | 3      |
| Eddy Merckx         | 3      |
| Bernard Hinault     | 3      |
| Peio Ruiz Cabestany | 3      |
| David Millar        | 3      |

### Victorias de etapa por países
Ciclistas de 34 países han logrado obtener una o más victorias de etapa.
- Actualizado a 2024

| País         | Etapas |
| ------------ | ------ |
| España       | 566    |
| Bélgica      | 233    |
| Italia       | 192    |
| Francia      | 128    |
| Países Bajos | 119    |
| Alemania     | 72     |
| Colombia     | 38     |
| Suiza        | 33     |
| Reino Unido  | 32     |

| País           | Etapas |
| -------------- | ------ |
| Irlanda        | 30     |
| Dinamarca      | 27     |
| Australia      | 26     |
| Rusia          | 22     |
| Eslovenia      | 20     |
| Estados Unidos | 18     |
| Portugal       | 12     |
| Kazajistán     | 8      |
| Uzbekistán     | 7      |

| País            | Etapas |
| --------------- | ------ |
| República Checa | 7      |
| Noruega         | 5      |
| Eslovaquia      | 5      |
| Luxemburgo      | 5      |
| Polonia         | 5      |
| Canadá          | 5      |
| Austria         | 3      |
| Estonia         | 3      |
| Sudáfrica       | 3      |

| País          | Etapas |
| ------------- | ------ |
| Ecuador       | 3      |
| Ucrania       | 2      |
| Suecia        | 2      |
| Bielorrusia   | 2      |
| Venezuela     | 1      |
| Nueva Zelanda | 1      |
| Argentina     | 1      |

### Victorias de etapa por países y ediciones
- Actualizado a 2024

| Victorias de etapas por países y ediciones | Victorias de etapas por países y ediciones | Victorias de etapas por países y ediciones | Victorias de etapas por países y ediciones | Victorias de etapas por países y ediciones | Victorias de etapas por países y ediciones | Victorias de etapas por países y ediciones | Victorias de etapas por países y ediciones | Victorias de etapas por países y ediciones | Victorias de etapas por países y ediciones | Victorias de etapas por países y ediciones | Victorias de etapas por países y ediciones | Victorias de etapas por países y ediciones | Victorias de etapas por países y ediciones | Victorias de etapas por países y ediciones | Victorias de etapas por países y ediciones | Victorias de etapas por países y ediciones | Victorias de etapas por países y ediciones | Victorias de etapas por países y ediciones | Victorias de etapas por países y ediciones | Victorias de etapas por países y ediciones | Victorias de etapas por países y ediciones | Victorias de etapas por países y ediciones | Victorias de etapas por países y ediciones | Victorias de etapas por países y ediciones | Victorias de etapas por países y ediciones | Victorias de etapas por países y ediciones | Victorias de etapas por países y ediciones | Victorias de etapas por países y ediciones | Victorias de etapas por países y ediciones | Victorias de etapas por países y ediciones | Victorias de etapas por países y ediciones | Victorias de etapas por países y ediciones | Victorias de etapas por países y ediciones | Victorias de etapas por países y ediciones | Victorias de etapas por países y ediciones |
| ------------------------------------------ | ------------------------------------------ | ------------------------------------------ | ------------------------------------------ | ------------------------------------------ | ------------------------------------------ | ------------------------------------------ | ------------------------------------------ | ------------------------------------------ | ------------------------------------------ | ------------------------------------------ | ------------------------------------------ | ------------------------------------------ | ------------------------------------------ | ------------------------------------------ | ------------------------------------------ | ------------------------------------------ | ------------------------------------------ | ------------------------------------------ | ------------------------------------------ | ------------------------------------------ | ------------------------------------------ | ------------------------------------------ | ------------------------------------------ | ------------------------------------------ | ------------------------------------------ | ------------------------------------------ | ------------------------------------------ | ------------------------------------------ | ------------------------------------------ | ------------------------------------------ | ------------------------------------------ | ------------------------------------------ | ------------------------------------------ | ------------------------------------------ | ------------------------------------------ |
| Año                                        | Bandera de España                          | Bandera de Bélgica                         | Bandera de Italia                          | Bandera de Francia                         | Bandera de los Países Bajos                | Bandera de Alemania                        | Bandera de Colombia                        | Bandera de Suiza                           | Bandera del Reino Unido                    | Bandera de Irlanda                         | Bandera de Dinamarca                       | Bandera de Australia                       | Bandera de Eslovenia                       | Bandera de Estados Unidos                  | Bandera de Rusia                           | Bandera de Portugal                        | Bandera de Kazajistán                      | Bandera de Uzbekistán                      | Bandera de República Checa                 | Bandera de la Unión Soviética              | Bandera de Noruega                         | Bandera de Eslovaquia                      | Bandera de Luxemburgo                      | Bandera de Polonia                         | Bandera de Canadá                          | Bandera de Austria                         | Bandera de Estonia                         | Bandera de Sudáfrica                       | Bandera de Ecuador                         | Bandera de Ucrania                         | Bandera de Suecia                          | Bandera de Bielorrusia                     | Bandera de Venezuela                       | Bandera de Nueva Zelanda                   | Bandera de Argentina                       |
| 1935                                       | 4                                          | 7                                          | 1                                          | -                                          | -                                          | -                                          | -                                          | -                                          | -                                          | -                                          | -                                          | -                                          | -                                          | -                                          | -                                          | -                                          | -                                          | -                                          | -                                          | -                                          | -                                          | -                                          | -                                          | -                                          | -                                          | 2                                          | -                                          | -                                          | -                                          | -                                          | -                                          | -                                          | -                                          | -                                          | -                                          |
| 1936                                       | 11                                         | 8                                          | 2                                          | -                                          | -                                          | -                                          | -                                          | -                                          | -                                          | -                                          | -                                          | -                                          | -                                          | -                                          | -                                          | -                                          | -                                          | -                                          | -                                          | -                                          | -                                          | -                                          | -                                          | -                                          | -                                          | -                                          | -                                          | -                                          | -                                          | -                                          | -                                          | -                                          | -                                          | -                                          | -                                          |
| 1941                                       | 22                                         | -                                          | -                                          | -                                          | -                                          | -                                          | -                                          | -                                          | -                                          | -                                          | -                                          | -                                          | -                                          | -                                          | -                                          | -                                          | -                                          | -                                          | -                                          | -                                          | -                                          | -                                          | -                                          | -                                          | -                                          | -                                          | -                                          | -                                          | -                                          | -                                          | -                                          | -                                          | -                                          | -                                          | -                                          |
| 1942                                       | 13                                         | -                                          | 3                                          | 4                                          | -                                          | -                                          | -                                          | -                                          | -                                          | -                                          | -                                          | -                                          | -                                          | -                                          | -                                          | -                                          | -                                          | -                                          | -                                          | -                                          | -                                          | -                                          | -                                          | -                                          | -                                          | -                                          | -                                          | -                                          | -                                          | -                                          | -                                          | -                                          | -                                          | -                                          | -                                          |
| 1945                                       | 17                                         | -                                          | -                                          | -                                          | -                                          | -                                          | -                                          | -                                          | -                                          | -                                          | -                                          | -                                          | -                                          | -                                          | -                                          | 2                                          | -                                          | -                                          | -                                          | -                                          | -                                          | -                                          | -                                          | -                                          | -                                          | -                                          | -                                          | -                                          | -                                          | -                                          | -                                          | -                                          | -                                          | -                                          | -                                          |
| 1946                                       | 19                                         | -                                          | -                                          | -                                          | 2                                          | -                                          | -                                          | -                                          | -                                          | -                                          | -                                          | -                                          | -                                          | -                                          | -                                          | 2                                          | -                                          | -                                          | -                                          | -                                          | -                                          | -                                          | -                                          | -                                          | -                                          | -                                          | -                                          | -                                          | -                                          | -                                          | -                                          | -                                          | -                                          | -                                          | -                                          |
| 1947                                       | 17                                         | 2                                          | 6                                          | -                                          | -                                          | -                                          | -                                          | -                                          | -                                          | -                                          | -                                          | -                                          | -                                          | -                                          | -                                          | -                                          | -                                          | -                                          | -                                          | -                                          | -                                          | -                                          | -                                          | -                                          | -                                          | -                                          | -                                          | -                                          | -                                          | -                                          | -                                          | -                                          | -                                          | -                                          | -                                          |
| 1948                                       | 15                                         | 4                                          | 1                                          | -                                          | -                                          | -                                          | -                                          | -                                          | -                                          | -                                          | -                                          | -                                          | -                                          | -                                          | -                                          | -                                          | -                                          | -                                          | -                                          | -                                          | -                                          | -                                          | -                                          | -                                          | -                                          | -                                          | -                                          | -                                          | -                                          | -                                          | -                                          | -                                          | -                                          | -                                          | -                                          |
| 1950                                       | 17                                         | 3                                          | 5                                          | -                                          | -                                          | -                                          | -                                          | -                                          | -                                          | -                                          | -                                          | -                                          | -                                          | -                                          | -                                          | -                                          | -                                          | -                                          | -                                          | -                                          | -                                          | -                                          | -                                          | -                                          | -                                          | -                                          | -                                          | -                                          | -                                          | -                                          | -                                          | -                                          | -                                          | -                                          | -                                          |
| 1955                                       | 4                                          | -                                          | 9                                          | 2                                          | -                                          | -                                          | -                                          | -                                          | -                                          | -                                          | -                                          | -                                          | -                                          | -                                          | -                                          | -                                          | -                                          | -                                          | -                                          | -                                          | -                                          | -                                          | -                                          | -                                          | -                                          | -                                          | -                                          | -                                          | -                                          | -                                          | -                                          | -                                          | -                                          | -                                          | -                                          |
| 1956                                       | 4                                          | 6                                          | 3                                          | 5                                          | -                                          | -                                          | -                                          | 1                                          | -                                          | -                                          | -                                          | -                                          | -                                          | -                                          | -                                          | -                                          | -                                          | -                                          | -                                          | -                                          | -                                          | -                                          | -                                          | -                                          | -                                          | -                                          | -                                          | -                                          | -                                          | -                                          | -                                          | -                                          | -                                          | -                                          | -                                          |
| 1957                                       | 7                                          | 2                                          | 3                                          | 3                                          | -                                          | -                                          | -                                          | -                                          | -                                          | -                                          | -                                          | -                                          | -                                          | -                                          | -                                          | -                                          | -                                          | -                                          | -                                          | -                                          | -                                          | -                                          | -                                          | -                                          | -                                          | -                                          | -                                          | -                                          | -                                          | -                                          | -                                          | -                                          | -                                          | -                                          | -                                          |
| 1958                                       | 5                                          | 8                                          | 3                                          | 3                                          | -                                          | -                                          | -                                          | -                                          | -                                          | -                                          | -                                          | -                                          | -                                          | -                                          | -                                          | -                                          | -                                          | -                                          | -                                          | -                                          | -                                          | -                                          | -                                          | -                                          | -                                          | -                                          | -                                          | -                                          | -                                          | -                                          | -                                          | -                                          | -                                          | -                                          | -                                          |
| 1959                                       | 9                                          | 4                                          | -                                          | 4                                          | -                                          | -                                          | -                                          | -                                          | -                                          | -                                          | -                                          | -                                          | -                                          | -                                          | -                                          | 1                                          | -                                          | -                                          | -                                          | -                                          | -                                          | -                                          | -                                          | -                                          | -                                          | -                                          | -                                          | -                                          | -                                          | -                                          | -                                          | -                                          | -                                          | -                                          | -                                          |
| 1960                                       | 10                                         | 7                                          | 1                                          | -                                          | -                                          | -                                          | -                                          | -                                          | -                                          | -                                          | -                                          | -                                          | -                                          | -                                          | -                                          | -                                          | -                                          | -                                          | -                                          | -                                          | -                                          | -                                          | -                                          | -                                          | -                                          | -                                          | -                                          | -                                          | -                                          | -                                          | -                                          | -                                          | -                                          | -                                          | -                                          |
| 1961                                       | 10                                         | 3                                          | -                                          | 3                                          | -                                          | -                                          | -                                          | -                                          | -                                          | -                                          | -                                          | -                                          | -                                          | -                                          | -                                          | 1                                          | -                                          | -                                          | -                                          | -                                          | -                                          | -                                          | -                                          | -                                          | -                                          | -                                          | -                                          | -                                          | -                                          | -                                          | -                                          | -                                          | -                                          | -                                          | -                                          |
| 1962                                       | 3                                          | -                                          | 2                                          | 7                                          | 1                                          | 3                                          | -                                          | -                                          | -                                          | 1                                          | -                                          | -                                          | -                                          | -                                          | -                                          | -                                          | -                                          | -                                          | -                                          | -                                          | -                                          | -                                          | -                                          | -                                          | -                                          | -                                          | -                                          | -                                          | -                                          | -                                          | -                                          | -                                          | -                                          | -                                          | -                                          |
| 1963                                       | 6                                          | 5                                          | -                                          | 4                                          | 1                                          | -                                          | -                                          | -                                          | -                                          | 1                                          | -                                          | -                                          | -                                          | -                                          | -                                          | -                                          | -                                          | -                                          | -                                          | -                                          | -                                          | -                                          | -                                          | -                                          | -                                          | -                                          | -                                          | -                                          | -                                          | -                                          | -                                          | -                                          | -                                          | -                                          | -                                          |
| 1964                                       | 7                                          | 8                                          | -                                          | 1                                          | 1                                          | -                                          | -                                          | -                                          | 2                                          | -                                          | -                                          | -                                          | -                                          | -                                          | -                                          | -                                          | -                                          | -                                          | -                                          | -                                          | -                                          | -                                          | -                                          | -                                          | -                                          | -                                          | -                                          | -                                          | -                                          | -                                          | -                                          | -                                          | -                                          | -                                          | -                                          |
| 1965                                       | 7                                          | 9                                          | -                                          | 3                                          | -                                          | 1                                          | -                                          | -                                          | -                                          | -                                          | -                                          | -                                          | -                                          | -                                          | -                                          | -                                          | -                                          | -                                          | -                                          | -                                          | -                                          | -                                          | -                                          | -                                          | -                                          | -                                          | -                                          | -                                          | -                                          | -                                          | -                                          | -                                          | -                                          | -                                          | -                                          |
| 1966                                       | 10                                         | -                                          | 3                                          | -                                          | 9                                          | -                                          | -                                          | -                                          | -                                          | -                                          | -                                          | -                                          | -                                          | -                                          | -                                          | -                                          | -                                          | -                                          | -                                          | -                                          | -                                          | -                                          | -                                          | -                                          | -                                          | -                                          | -                                          | -                                          | -                                          | -                                          | -                                          | -                                          | -                                          | -                                          | -                                          |
| 1967                                       | 5                                          | 2                                          | -                                          | 2                                          | 9                                          | 1                                          | -                                          | -                                          | 2                                          | -                                          | -                                          | -                                          | -                                          | -                                          | -                                          | -                                          | -                                          | -                                          | -                                          | -                                          | -                                          | -                                          | -                                          | -                                          | -                                          | -                                          | -                                          | -                                          | -                                          | -                                          | -                                          | -                                          | -                                          | -                                          | -                                          |
| 1968                                       | 8                                          | 1                                          | 3                                          | -                                          | 2                                          | 3                                          | -                                          | -                                          | 2                                          | -                                          | -                                          | -                                          | -                                          | -                                          | -                                          | -                                          | -                                          | -                                          | -                                          | -                                          | -                                          | -                                          | -                                          | -                                          | -                                          | -                                          | -                                          | -                                          | -                                          | -                                          | -                                          | -                                          | -                                          | -                                          | -                                          |
| 1969                                       | 11                                         | 3                                          | 3                                          | 2                                          | -                                          | -                                          | -                                          | -                                          | 2                                          | -                                          | -                                          | -                                          | -                                          | -                                          | -                                          | -                                          | -                                          | -                                          | -                                          | -                                          | -                                          | -                                          | -                                          | -                                          | -                                          | -                                          | -                                          | -                                          | -                                          | -                                          | -                                          | -                                          | -                                          | -                                          | -                                          |
| 1970                                       | 8                                          | 8                                          | -                                          | 1                                          | 4                                          | -                                          | -                                          | -                                          | -                                          | -                                          | -                                          | -                                          | -                                          | -                                          | -                                          | -                                          | -                                          | -                                          | -                                          | -                                          | -                                          | -                                          | 1                                          | -                                          | -                                          | -                                          | -                                          | -                                          | -                                          | -                                          | -                                          | -                                          | -                                          | -                                          | -                                          |
| 1971                                       | 3                                          | 8                                          | -                                          | 2                                          | 7                                          | -                                          | -                                          | -                                          | -                                          | -                                          | -                                          | -                                          | -                                          | -                                          | -                                          | -                                          | -                                          | -                                          | -                                          | -                                          | -                                          | -                                          | -                                          | -                                          | -                                          | -                                          | -                                          | -                                          | -                                          | -                                          | -                                          | -                                          | -                                          | -                                          | -                                          |
| 1972                                       | 12                                         | 2                                          | -                                          | -                                          | 7                                          | -                                          | -                                          | -                                          | -                                          | -                                          | -                                          | -                                          | -                                          | -                                          | -                                          | -                                          | -                                          | -                                          | -                                          | -                                          | -                                          | -                                          | -                                          | -                                          | -                                          | -                                          | -                                          | -                                          | -                                          | -                                          | -                                          | -                                          | -                                          | -                                          | -                                          |
| 1973                                       | 3                                          | 13                                         | -                                          | 2                                          | 4                                          | -                                          | -                                          | -                                          | -                                          | -                                          | -                                          | -                                          | -                                          | -                                          | -                                          | -                                          | -                                          | -                                          | -                                          | -                                          | -                                          | -                                          | -                                          | -                                          | -                                          | -                                          | -                                          | -                                          | -                                          | -                                          | -                                          | -                                          | -                                          | -                                          | -                                          |
| 1974                                       | 10                                         | 8                                          | -                                          | 2                                          | 1                                          | -                                          | -                                          | -                                          | -                                          | -                                          | -                                          | -                                          | -                                          | -                                          | -                                          | 2                                          | -                                          | -                                          | -                                          | -                                          | -                                          | -                                          | -                                          | -                                          | -                                          | -                                          | -                                          | -                                          | -                                          | -                                          | -                                          | -                                          | -                                          | -                                          | -                                          |
| 1975                                       | 10                                         | 4                                          | 6                                          | -                                          | 1                                          | -                                          | -                                          | -                                          | -                                          | -                                          | -                                          | 1                                          | -                                          | -                                          | -                                          | -                                          | -                                          | -                                          | -                                          | -                                          | -                                          | -                                          | -                                          | -                                          | -                                          | -                                          | -                                          | -                                          | -                                          | -                                          | -                                          | -                                          | -                                          | -                                          | -                                          |
| 1976                                       | 3                                          | 6                                          | -                                          | -                                          | 5                                          | 5                                          | -                                          | -                                          | -                                          | -                                          | -                                          | -                                          | -                                          | -                                          | -                                          | 1                                          | -                                          | -                                          | -                                          | -                                          | -                                          | -                                          | 1                                          | -                                          | -                                          | -                                          | -                                          | -                                          | -                                          | -                                          | -                                          | -                                          | -                                          | -                                          | -                                          |
| 1977                                       | 4                                          | 14                                         | 1                                          | -                                          | 2                                          | -                                          | -                                          | -                                          | -                                          | -                                          | -                                          | -                                          | -                                          | -                                          | -                                          | -                                          | -                                          | -                                          | -                                          | -                                          | -                                          | -                                          | -                                          | -                                          | -                                          | -                                          | -                                          | -                                          | -                                          | -                                          | -                                          | -                                          | -                                          | -                                          | -                                          |
| 1978                                       | 6                                          | 6                                          | 1                                          | 5                                          | 3                                          | -                                          | -                                          | -                                          | -                                          | -                                          | -                                          | -                                          | -                                          | -                                          | -                                          | -                                          | -                                          | -                                          | -                                          | -                                          | -                                          | -                                          | -                                          | -                                          | -                                          | -                                          | -                                          | -                                          | -                                          | -                                          | -                                          | -                                          | -                                          | -                                          | -                                          |
| 1979                                       | 6                                          | 10                                         | -                                          | 1                                          | 4                                          | -                                          | -                                          | -                                          | -                                          | 2                                          | -                                          | -                                          | -                                          | -                                          | -                                          | -                                          | -                                          | -                                          | -                                          | -                                          | -                                          | -                                          | -                                          | -                                          | -                                          | -                                          | -                                          | -                                          | -                                          | -                                          | -                                          | -                                          | -                                          | -                                          | -                                          |
| 1980                                       | 7                                          | 1                                          | 3                                          | 1                                          | 1                                          | 2                                          | -                                          | -                                          | -                                          | 5                                          | -                                          | 1                                          | -                                          | -                                          | -                                          | -                                          | -                                          | -                                          | -                                          | -                                          | -                                          | -                                          | -                                          | -                                          | -                                          | -                                          | -                                          | -                                          | -                                          | -                                          | -                                          | -                                          | -                                          | -                                          | -                                          |
| 1981                                       | 12                                         | -                                          | 4                                          | 3                                          | 2                                          | -                                          | -                                          | -                                          | -                                          | -                                          | 1                                          | -                                          | -                                          | -                                          | -                                          | -                                          | -                                          | -                                          | -                                          | -                                          | -                                          | -                                          | -                                          | -                                          | -                                          | -                                          | -                                          | -                                          | -                                          | -                                          | -                                          | -                                          | -                                          | -                                          | -                                          |
| 1982                                       | 11                                         | 7                                          | -                                          | 2                                          | -                                          | -                                          | -                                          | -                                          | -                                          | -                                          | 1                                          | -                                          | -                                          | -                                          | -                                          | -                                          | -                                          | -                                          | -                                          | -                                          | -                                          | -                                          | -                                          | -                                          | -                                          | -                                          | -                                          | -                                          | -                                          | -                                          | 1                                          | -                                          | -                                          | -                                          | -                                          |
| 1983                                       | 9                                          | 3                                          | 3                                          | 5                                          | -                                          | -                                          | -                                          | -                                          | -                                          | -                                          | -                                          | 1                                          | -                                          | -                                          | -                                          | -                                          | -                                          | -                                          | -                                          | -                                          | -                                          | -                                          | -                                          | -                                          | -                                          | -                                          | -                                          | -                                          | -                                          | -                                          | -                                          | -                                          | -                                          | -                                          | -                                          |
| 1984                                       | 5                                          | 10                                         | 4                                          | 1                                          | -                                          | 1                                          | -                                          | -                                          | -                                          | -                                          | -                                          | -                                          | -                                          | -                                          | -                                          | -                                          | -                                          | -                                          | -                                          | -                                          | -                                          | -                                          | -                                          | -                                          | -                                          | -                                          | -                                          | -                                          | -                                          | -                                          | -                                          | -                                          | -                                          | -                                          | -                                          |
| 1985                                       | 8                                          | 3                                          | 1                                          | -                                          | 1                                          | -                                          | 3                                          | -                                          | -                                          | 3                                          | -                                          | -                                          | -                                          | -                                          | -                                          | -                                          | -                                          | -                                          | -                                          | 1                                          | -                                          | -                                          | -                                          | -                                          | -                                          | -                                          | -                                          | -                                          | -                                          | -                                          | -                                          | -                                          | -                                          | -                                          | -                                          |
| 1986                                       | 9                                          | 2                                          | -                                          | 6                                          | -                                          | 1                                          | -                                          | -                                          | 1                                          | 2                                          | -                                          | -                                          | -                                          | -                                          | -                                          | -                                          | -                                          | -                                          | -                                          | 1                                          | -                                          | -                                          | -                                          | -                                          | -                                          | -                                          | -                                          | -                                          | -                                          | -                                          | -                                          | -                                          | -                                          | -                                          | -                                          |
| 1987                                       | 11                                         | 1                                          | 3                                          | 2                                          | -                                          | -                                          | 4                                          | -                                          | -                                          | 2                                          | -                                          | -                                          | -                                          | -                                          | -                                          | -                                          | -                                          | -                                          | -                                          | -                                          | -                                          | -                                          | -                                          | -                                          | -                                          | -                                          | -                                          | -                                          | -                                          | -                                          | -                                          | -                                          | -                                          | -                                          | -                                          |
| 1988                                       | 8                                          | -                                          | 1                                          | -                                          | 6                                          | -                                          | 1                                          | -                                          | 2                                          | 2                                          | 1                                          | -                                          | -                                          | -                                          | -                                          | -                                          | -                                          | -                                          | -                                          | -                                          | -                                          | -                                          | -                                          | -                                          | -                                          | -                                          | -                                          | -                                          | -                                          | -                                          | -                                          | -                                          | -                                          | -                                          | -                                          |
| 1989                                       | 7                                          | 3                                          | 3                                          | -                                          | 4                                          | 2                                          | 1                                          | -                                          | 2                                          | -                                          | -                                          | -                                          | -                                          | -                                          | -                                          | -                                          | -                                          | -                                          | -                                          | 1                                          | -                                          | -                                          | -                                          | -                                          | -                                          | -                                          | -                                          | -                                          | -                                          | -                                          | -                                          | -                                          | -                                          | -                                          | -                                          |
| 1990                                       | 6                                          | 2                                          | 1                                          | 3                                          | 1                                          | 4                                          | 3                                          | -                                          | -                                          | -                                          | 1                                          | -                                          | -                                          | -                                          | -                                          | -                                          | -                                          | -                                          | -                                          | 1                                          | 1                                          | -                                          | -                                          | -                                          | -                                          | -                                          | -                                          | -                                          | -                                          | -                                          | -                                          | -                                          | -                                          | -                                          | -                                          |
| 1991                                       | 8                                          | -                                          | 2                                          | -                                          | 5                                          | 1                                          | 2                                          | -                                          | -                                          | -                                          | 2                                          | -                                          | -                                          | -                                          | -                                          | -                                          | -                                          | -                                          | -                                          | 1                                          | -                                          | -                                          | -                                          | -                                          | -                                          | -                                          | -                                          | -                                          | -                                          | -                                          | -                                          | -                                          | -                                          | -                                          | -                                          |
| 1992                                       | 5                                          | 3                                          | 2                                          | -                                          | 5                                          | -                                          | 1                                          | 2                                          | -                                          | -                                          | -                                          | -                                          | -                                          | -                                          | -                                          | -                                          | -                                          | 4                                          | -                                          | -                                          | -                                          | -                                          | -                                          | -                                          | -                                          | -                                          | -                                          | -                                          | -                                          | -                                          | -                                          | -                                          | -                                          | -                                          | -                                          |
| 1993                                       | 5                                          | -                                          | -                                          | 2                                          | 2                                          | -                                          | 1                                          | 6                                          | -                                          | -                                          | -                                          | -                                          | -                                          | -                                          | -                                          | -                                          | -                                          | 3                                          | -                                          | -                                          | 1                                          | -                                          | -                                          | -                                          | -                                          | -                                          | -                                          | -                                          | -                                          | 1                                          | -                                          | -                                          | -                                          | -                                          | -                                          |
| 1994                                       | 1                                          | -                                          | 4                                          | 7                                          | 2                                          | -                                          | 1                                          | 6                                          | -                                          | -                                          | -                                          | -                                          | -                                          | -                                          | -                                          | -                                          | -                                          | -                                          | -                                          | -                                          | -                                          | -                                          | -                                          | -                                          | -                                          | -                                          | -                                          | -                                          | -                                          | -                                          | -                                          | -                                          | -                                          | -                                          | -                                          |
| 1995                                       | 3                                          | -                                          | 5                                          | 5                                          | 1                                          | 5                                          | -                                          | 1                                          | -                                          | -                                          | 1                                          | -                                          | -                                          | -                                          | 1                                          | -                                          | -                                          | -                                          | -                                          | -                                          | -                                          | -                                          | -                                          | -                                          | -                                          | -                                          | -                                          | -                                          | -                                          | -                                          | -                                          | -                                          | -                                          | -                                          | -                                          |
| 1996                                       | -                                          | 2                                          | 11                                         | 2                                          | 1                                          | -                                          | 1                                          | 4                                          | -                                          | -                                          | -                                          | -                                          | -                                          | -                                          | 1                                          | -                                          | -                                          | -                                          | -                                          | -                                          | -                                          | -                                          | -                                          | -                                          | -                                          | -                                          | -                                          | -                                          | -                                          | -                                          | -                                          | -                                          | -                                          | -                                          | -                                          |
| 1997                                       | 5                                          | -                                          | 1                                          | 3                                          | 3                                          | 3                                          | -                                          | 1                                          | -                                          | -                                          | 1                                          | -                                          | -                                          | -                                          | 2                                          | -                                          | -                                          | -                                          | 3                                          | -                                          | -                                          | -                                          | -                                          | -                                          | -                                          | -                                          | -                                          | -                                          | -                                          | -                                          | -                                          | -                                          | -                                          | -                                          | -                                          |
| 1998                                       | 6                                          | -                                          | 5                                          | -                                          | 2                                          | 2                                          | -                                          | 3                                          | -                                          | -                                          | -                                          | -                                          | -                                          | -                                          | 3                                          | -                                          | -                                          | -                                          | -                                          | -                                          | -                                          | -                                          | -                                          | -                                          | -                                          | -                                          | 1                                          | -                                          | -                                          | -                                          | -                                          | -                                          | -                                          | -                                          | -                                          |
| 1999                                       | 5                                          | 2                                          | 3                                          | 1                                          | 1                                          | 6                                          | -                                          | 1                                          | -                                          | -                                          | -                                          | -                                          | -                                          | -                                          | 1                                          | -                                          | -                                          | -                                          | -                                          | -                                          | -                                          | -                                          | -                                          | -                                          | -                                          | -                                          | -                                          | 1                                          | -                                          | 1                                          | -                                          | -                                          | -                                          | -                                          | -                                          |
| 2000                                       | 9                                          | -                                          | 7                                          | -                                          | 1                                          | -                                          | 1                                          | 1                                          | -                                          | -                                          | -                                          | -                                          | -                                          | -                                          | 1                                          | -                                          | 1                                          | -                                          | -                                          | -                                          | -                                          | -                                          | -                                          | -                                          | -                                          | -                                          | -                                          | -                                          | -                                          | -                                          | -                                          | -                                          | -                                          | -                                          | -                                          |
| 2001                                       | 7                                          | -                                          | 3                                          | -                                          | -                                          | 3                                          | 2                                          | 1                                          | 2                                          | -                                          | 1                                          | -                                          | -                                          | -                                          | -                                          | -                                          | -                                          | -                                          | 1                                          | -                                          | -                                          | -                                          | -                                          | -                                          | -                                          | -                                          | -                                          | 1                                          | -                                          | -                                          | -                                          | -                                          | -                                          | -                                          | -                                          |
| 2002                                       | 10                                         | -                                          | 9                                          | -                                          | -                                          | -                                          | 1                                          | -                                          | -                                          | -                                          | -                                          | -                                          | -                                          | -                                          | 1                                          | -                                          | -                                          | -                                          | -                                          | -                                          | -                                          | -                                          | -                                          | -                                          | -                                          | -                                          | -                                          | -                                          | -                                          | -                                          | -                                          | -                                          | -                                          | -                                          | -                                          |
| 2003                                       | 9                                          | -                                          | 6                                          | -                                          | -                                          | 2                                          | 1                                          | -                                          | 1                                          | -                                          | 1                                          | -                                          | -                                          | -                                          | -                                          | -                                          | -                                          | -                                          | -                                          | -                                          | -                                          | -                                          | -                                          | -                                          | -                                          | -                                          | -                                          | -                                          | -                                          | -                                          | -                                          | -                                          | 1                                          | -                                          | -                                          |
| 2004                                       | 11                                         | -                                          | 5                                          | -                                          | -                                          | -                                          | 2                                          | -                                          | -                                          | -                                          | -                                          | -                                          | -                                          | 2                                          | 1                                          | -                                          | -                                          | -                                          | -                                          | -                                          | -                                          | -                                          | -                                          | -                                          | -                                          | -                                          | -                                          | -                                          | -                                          | -                                          | -                                          | -                                          | -                                          | -                                          | -                                          |
| 2005                                       | 8                                          | -                                          | 7                                          | -                                          | 1                                          | 1                                          | -                                          | -                                          | -                                          | -                                          | 1                                          | -                                          | -                                          | -                                          | 2                                          | -                                          | -                                          | -                                          | -                                          | -                                          | 1                                          | -                                          | -                                          | -                                          | -                                          | -                                          | -                                          | -                                          | -                                          | -                                          | -                                          | -                                          | -                                          | -                                          | -                                          |
| 2006                                       | 6                                          | -                                          | 3                                          | -                                          | -                                          | 3                                          | -                                          | -                                          | 1                                          | -                                          | 1                                          | -                                          | -                                          | -                                          | -                                          | 1                                          | 4                                          | -                                          | -                                          | -                                          | 1                                          | -                                          | -                                          | -                                          | -                                          | -                                          | -                                          | -                                          | -                                          | -                                          | -                                          | -                                          | -                                          | -                                          | -                                          |
| 2007                                       | 7                                          | -                                          | 7                                          | -                                          | 1                                          | 2                                          | 1                                          | -                                          | -                                          | -                                          | -                                          | -                                          | -                                          | 1                                          | 2                                          | -                                          | -                                          | -                                          | -                                          | -                                          | -                                          | -                                          | -                                          | -                                          | -                                          | -                                          | -                                          | -                                          | -                                          | -                                          | -                                          | -                                          | -                                          | -                                          | -                                          |
| 2008                                       | 7                                          | 4                                          | 5                                          | 2                                          | -                                          | -                                          | -                                          | -                                          | -                                          | -                                          | 1                                          | -                                          | -                                          | 2                                          | -                                          | -                                          | -                                          | -                                          | -                                          | -                                          | -                                          | -                                          | -                                          | -                                          | -                                          | -                                          | -                                          | -                                          | -                                          | -                                          | -                                          | -                                          | -                                          | -                                          | -                                          |
| 2009                                       | 2                                          | -                                          | 2                                          | 2                                          | 1                                          | 5                                          | -                                          | 2                                          | 1                                          | 1                                          | -                                          | 1                                          | 1                                          | 1                                          | -                                          | -                                          | -                                          | -                                          | -                                          | -                                          | -                                          | -                                          | -                                          | -                                          | 1                                          | -                                          | -                                          | -                                          | -                                          | -                                          | -                                          | -                                          | -                                          | 1                                          | -                                          |
| 2010                                       | 8                                          | 2                                          | 1                                          | 1                                          | -                                          | -                                          | -                                          | -                                          | 3                                          | -                                          | -                                          | -                                          | -                                          | 3                                          | -                                          | -                                          | -                                          | -                                          | -                                          | -                                          | 1                                          | 1                                          | -                                          | -                                          | -                                          | -                                          | -                                          | -                                          | -                                          | -                                          | -                                          | 1                                          | -                                          | -                                          | -                                          |
| 2011                                       | 6                                          | -                                          | 2                                          | 1                                          | -                                          | 2                                          | -                                          | 1                                          | 1                                          | 1                                          | -                                          | 1                                          | -                                          | -                                          | -                                          | -                                          | -                                          | -                                          | -                                          | -                                          | -                                          | 3                                          | 1                                          | -                                          | -                                          | -                                          | 1                                          | -                                          | -                                          | -                                          | -                                          | -                                          | -                                          | -                                          | 1                                          |
| 2012                                       | 8                                          | 2                                          | 2                                          | -                                          | -                                          | 5                                          | -                                          | -                                          | 1                                          | -                                          | -                                          | 1                                          | -                                          | -                                          | 1                                          | -                                          | -                                          | -                                          | -                                          | -                                          | -                                          | -                                          | -                                          | -                                          | -                                          | -                                          | -                                          | -                                          | -                                          | -                                          | 1                                          | -                                          | -                                          | -                                          | -                                          |
| 2013                                       | 3                                          | 1                                          | 1                                          | 4                                          | 1                                          | -                                          | -                                          | 1                                          | -                                          | 1                                          | 1                                          | 2                                          | -                                          | 2                                          | -                                          | -                                          | 1                                          | -                                          | 2                                          | -                                          | -                                          | -                                          | -                                          | -                                          | -                                          | -                                          | -                                          | -                                          | -                                          | -                                          | -                                          | 1                                          | -                                          | -                                          | -                                          |
| 2014                                       | 5                                          | -                                          | 4                                          | 2                                          | -                                          | 5                                          | 1                                          | -                                          | -                                          | -                                          | -                                          | 2                                          | -                                          | -                                          | -                                          | -                                          | -                                          | -                                          | -                                          | -                                          | -                                          | -                                          | -                                          | 1                                          | 1                                          | -                                          | -                                          | -                                          | -                                          | -                                          | -                                          | -                                          | -                                          | -                                          | -                                          |
| 2015                                       | 4                                          | 1                                          | 2                                          | 1                                          | 4                                          | 1                                          | 2                                          | -                                          | -                                          | 1                                          | -                                          | 1                                          | -                                          | 1                                          | -                                          | 1                                          | -                                          | -                                          | -                                          | -                                          | -                                          | 1                                          | 1                                          | -                                          | -                                          | -                                          | -                                          | -                                          | -                                          | -                                          | -                                          | -                                          | -                                          | -                                          | -                                          |
| 2016                                       | 1                                          | 4                                          | 2                                          | 3                                          | 1                                          | -                                          | 1                                          | 1                                          | 4                                          | -                                          | 2                                          | -                                          | -                                          | -                                          | 1                                          | -                                          | -                                          | -                                          | -                                          | -                                          | -                                          | -                                          | 1                                          | -                                          | -                                          | -                                          | -                                          | -                                          | -                                          | -                                          | -                                          | -                                          | -                                          | -                                          | -                                          |
| 2017                                       | 1                                          | 3                                          | 5                                          | 1                                          | -                                          | -                                          | 2                                          | -                                          | 2                                          | -                                          | -                                          | -                                          | 1                                          | 1                                          | -                                          | -                                          | 1                                          | -                                          | -                                          | -                                          | -                                          | -                                          | -                                          | 3                                          | -                                          | 1                                          | -                                          | -                                          | -                                          | -                                          | -                                          | -                                          | -                                          | -                                          | -                                          |
| 2018                                       | 4                                          | 1                                          | 4                                          | 5                                          | -                                          | -                                          | -                                          | -                                          | 1                                          | -                                          | -                                          | 3                                          | -                                          | 2                                          | -                                          | -                                          | -                                          | -                                          | -                                          | -                                          | -                                          | -                                          | -                                          | -                                          | 1                                          | -                                          | -                                          | -                                          | -                                          | -                                          | -                                          | -                                          | -                                          | -                                          | -                                          |
| 2019                                       | 4                                          | 2                                          | -                                          | 1                                          | 2                                          | 1                                          | 2                                          | -                                          | -                                          | 2                                          | 1                                          | -                                          | 4                                          | 1                                          | -                                          | -                                          | 1                                          | -                                          | -                                          | -                                          | -                                          | -                                          | -                                          | -                                          | -                                          | -                                          | -                                          | -                                          | -                                          | -                                          | -                                          | -                                          | -                                          | -                                          | -                                          |
| 2020                                       | 2                                          | 3                                          | -                                          | 2                                          | -                                          | 2                                          | -                                          | -                                          | 1                                          | 2                                          | 1                                          | -                                          | 4                                          | -                                          | -                                          | -                                          | -                                          | -                                          | -                                          | -                                          | -                                          | -                                          | -                                          | -                                          | 1                                          | -                                          | -                                          | -                                          | -                                          | -                                          | -                                          | -                                          | -                                          | -                                          | -                                          |
| 2021                                       | -                                          | 2                                          | 1                                          | 3                                          | 3                                          | -                                          | 1                                          | -                                          | -                                          | -                                          | 3                                          | 2                                          | 4                                          | -                                          | -                                          | -                                          | -                                          | -                                          | -                                          | -                                          | -                                          | -                                          | -                                          | 1                                          | -                                          | -                                          | 1                                          | -                                          | -                                          | -                                          | -                                          | -                                          | -                                          | -                                          | -                                          |
| 2022                                       | 2                                          | 2                                          | -                                          | -                                          | 2                                          | -                                          | 2                                          | -                                          | -                                          | 2                                          | 3                                          | 3                                          | 1                                          | -                                          | -                                          | -                                          | -                                          | -                                          | -                                          | -                                          | -                                          | -                                          | -                                          | -                                          | -                                          | -                                          | -                                          | 1                                          | 3                                          | -                                          | -                                          | -                                          | -                                          | -                                          | -                                          |
| 2023                                       | 1                                          | 3                                          | 2                                          | 1                                          | 2                                          | 1                                          | 1                                          | -                                          | -                                          | -                                          | 3                                          | 3                                          | 2                                          | 1                                          | -                                          | 1                                          | -                                          | -                                          | -                                          | -                                          | -                                          | -                                          | -                                          | -                                          | -                                          | -                                          | -                                          | -                                          | -                                          | -                                          | -                                          | -                                          | -                                          | -                                          | -                                          |
| 2024                                       | 4                                          | 3                                          | -                                          | -                                          | -                                          | -                                          | -                                          | 1                                          | 1                                          | 2                                          | -                                          | 4                                          | 3                                          | 1                                          | -                                          | -                                          | -                                          | -                                          | 1                                          | -                                          | -                                          | -                                          | -                                          | -                                          | 1                                          | -                                          | -                                          | -                                          | -                                          | -                                          | -                                          | -                                          | -                                          | -                                          | -                                          |
| Total                                      | 566                                        | 233                                        | 192                                        | 128                                        | 119                                        | 73                                         | 38                                         | 33                                         | 32                                         | 30                                         | 28                                         | 26                                         | 20                                         | 18                                         | 17                                         | 12                                         | 8                                          | 7                                          | 7                                          | 5                                          | 5                                          | 5                                          | 5                                          | 5                                          | 5                                          | 3                                          | 3                                          | 3                                          | 3                                          | 2                                          | 2                                          | 2                                          | 1                                          | 1                                          | 1                                          |
| #                                          | Bandera de España                          | Bandera de Bélgica                         | Bandera de Italia                          | Bandera de Francia                         | Bandera de los Países Bajos                | Bandera de Alemania                        | Bandera de Colombia                        | Bandera de Suiza                           | Bandera del Reino Unido                    | Bandera de Irlanda                         | Bandera de Dinamarca                       | Bandera de Australia                       | Bandera de Eslovenia                       | Bandera de Estados Unidos                  | Bandera de Rusia                           | Bandera de Portugal                        | Bandera de Kazajistán                      | Bandera de Uzbekistán                      | Bandera de República Checa                 | Bandera de la Unión Soviética              | Bandera de Noruega                         | Bandera de Eslovaquia                      | Bandera de Luxemburgo                      | Bandera de Polonia                         | Bandera de Canadá                          | Bandera de Austria                         | Bandera de Estonia                         | Bandera de Sudáfrica                       | Bandera de Ecuador                         | Bandera de Ucrania                         | Bandera de Suecia                          | Bandera de Bielorrusia                     | Bandera de Venezuela                       | Bandera de Nueva Zelanda                   | Bandera de Argentina                       |

### Días de líder
- Actualizado a 18.ª etapa de 2024

| Ciclista           | Días de líder |
| ------------------ | ------------- |
| Alex Zülle         | 48            |
| Primož Roglič      | 39            |
| Roberto Heras      | 36            |
| Gustaaf Deloor     | 32            |
| Delio Rodríguez    | 32            |
| Julián Berrendero  | 31            |
| Txomin Perurena    | 31            |
| Tony Rominger      | 31            |
| Manuel Costa       | 29            |
| Chris Froome       | 27            |
| Alejandro Valverde | 26            |
| Alberto Contador   | 26            |
| Laurent Jalabert   | 23            |
| Abraham Olano      | 23            |
| Freddy Maertens    | 22            |
| Denís Menchov      | 22            |
| Vincenzo Nibali    | 20            |

| Ciclista           | Días de líder |
| ------------------ | ------------- |
| Melcior Mauri      | 19            |
| Óscar Sevilla      | 19            |
| Remco Evenepoel    | 19            |
| Emilio Rodríguez   | 18            |
| René Pijnen        | 18            |
| José Manuel Fuente | 18            |
| Joaquim Rodríguez  | 18            |
| Angelo Conterno    | 16            |
| Bernard Hinault    | 16            |
| Isidro Nozal       | 16            |
| Dalmacio Langarica | 15            |
| Joop Zoetemelk     | 15            |
| Pedro Delgado      | 15            |
| Nairo Quintana     | 15            |
| Rudi Altig         | 14            |
| Jacques Anquetil   | 14            |
| Faustino Rupérez   | 14            |

| Ciclista            | Días de líder |
| ------------------- | ------------- |
| Laudelino Cubino    | 14            |
| Sepp Kuss           | 14            |
| Jean Pierre Ducasse | 13            |
| Miguel Mari Lasa    | 13            |
| Giovanni Battaglin  | 13            |
| Rik Van Looy        | 13            |
| Robert Millar       | 13            |
| Fermín Trueba       | 12            |
| Bernardo Ruiz       | 12            |
| Rolf Wolfshohl      | 12            |
| Ben O'Connor        | 12            |
| Lucho Herrera       | 11            |
| Agustín Tamames     | 11            |
| Eddy Merckx         | 11            |
| Álvaro Pino         | 11            |
| Simon Yates         | 11            |

### Otros datos
Para más datos, véase Datos estadísticos de la Vuelta a España
- Mayor número de victorias de etapa en una misma edición: Freddy Maertens en Vuelta a España 1977, 13.
- Mayor número de victorias de etapa consecutivas en una misma edición: Delio Rodríguez en Vuelta a España 1941, 6.
- Mayor número de victorias en etapas con llegadas en alto: José María Jiménez, 7.[cita requerida]
- Mayor número de victorias en la clasificación de la montaña: José Luis Laguía, 5.
- Mayor número de victorias en la clasificación por puntos: Sean Kelly, Laurent Jalabert y Alejandro Valverde, 4.
- Mayor número de victorias en la clasificación de metas volantes: Miguel Ángel Iglesias, 5.
- Máxima diferencia entre el primer y el segundo clasificado: Delio Rodríguez sobre Julián Berrendero en 1945, 30' 08".
- Mínima diferencia entre el primer y el segundo clasificado: Eric Caritoux sobre Alberto Fernández en 1984, 6".
- Ganador más joven: Angelino Soler con 21 años y 168 días, en 1961.
- Ganador más viejo: Chris Horner con 41 años y 328 días, en 2013.
- Maillot de líder más joven: Lenny Martinez con 20 años y 51 días, en 2023.
- Más participaciones: Íñigo Cuesta, 17 (1994-2010).
- Más participaciones consecutivas: Íñigo Cuesta, 17 (1994-2010).
- Más Vueltas terminadas: Imanol Erviti, con 15 (2007-2016, 2018-2021 y 2023).
- Más Vueltas terminadas de forma consecutiva: 14, Federico Etxabe, (1982-1995) y Chente García Acosta (1997-2010).

#### Participantes por países
- Actualizado a la edición de 2023.

| N.º part. | País (año de la primera participación) |
| --------- | --- |
| 78        | España (1935) |
| 73        | Bélgica (1935) |
| 70        | Francia (1935) |
| 69        | Italia (1935) |
| 66        | Países Bajos (1935) |
| 57        | Alemania (1955) |
| 53        | Portugal (1945) |
| 48        | Suiza (1935) |
| 45        | Reino Unido (1955) |
| 42        | Colombia (1974) |
| 38        | Dinamarca (1972) Australia (1975) |
| 36        | Rusia (1985)̽ · Austria (1935) |
| 34        | Luxemburgo (1960) |
| 33        | Estados Unidos (1977) |
| 29        | Polonia (1986) |
| 27        | Kazajistán (1992) |
| 26        | Irlanda (1962) |
| 25        | Ucrania (1992) · Eslovenia (1988) |
| 23        | Noruega (1981) |
| 22        | Suecia (1982) · República Checa (1993) |
| 17        | Canadá (1993) · Sudáfrica (1999) · Nueva Zelanda (1980) |
| 14        | Bielorrusia (2001) · Estonia (1996) |
| 12        | Lituania (1992) · Eslovaquia (2000) |
| 11        | Letonia (1992) |
| 10        | Finlandia (1998) · Eritrea (2012) |
| 8         | Argentina (2002) |
| 7         | Brasil (1990) · Uzbekistán (1992) · Moldavia (1998) · Croacia (2002) |
| 6         | Japón (2011) · Ecuador (2017) |
| 5         | México (1988) · Venezuela (1995) · Etiopía (2015) |
| 4         | Costa Rica (2014) · Hungría (2004) |
| 3         | Israel (2020) · Uruguay (1980) |
| 2         | Guatemala (1997) · Argelia (2015) |
| 1         | República Democrática Alemana (1990) Angola (1991) Georgia (1993) Serbia (2002) Curazao (2011) Bulgaria (2012) China (2012) Namibia (2014) Marruecos (2017) Mónaco (2022) |